# Брно
Брно (чеськ. Brno, нім. Brünn, лат. Bruna) — місто в Чехії, історичний центр Моравії. Друге за розміром місто країни після Праги.
Адміністративний центр Південноморавського краю, а також резиденція Конституційного суду Чеської Республіки, Верховного суду, Вищого адміністративного суду, Верховної прокуратури й омбудсмена. Брно також є важливим освітнім центром Чехії, оскільки у ньому на 34 кафедрах 13 університетів навчається понад 89 тисяч студентів (станом на 09.02.2011 р.).

## Географія

Брно розташоване на південному сході Чехії, у місці злиття річок Світава і Свратка, у долині струмків Веверка, Понавка та Річка. Протяжність Світави в межах міста приблизно 13 км, Свратки — 29 км. Ширина міста зі сходу на захід становить 21,5 км, загальна площа приблизно 230 км². У північно-західній частині міста є водосховище Kninicky Dam Lake, збудоване на річці Свратка, яке є місцем масового відпочинку мешканців.
Брно оточують лісисті пагорби з трьох сторін; істотна частина області міста вкрита лісом, близько 6 379 га, що становить приблизно 28 % загальної площі міста. Завдяки його розташуванню на межі Південноморавської рівнини та Чесько-Моравської височини, місто має помірний клімат.
Перепад висот в межах міста становить від 190 до 425 метрів на рівню моря. Найвища точка — пагорб Kopeček.

### Клімат
Середня температура міста становить +9,4 °C/+48.9 °F, середньорічна кількість опадів становить близько 505 мм, число днів з опадами за рік становить 150, середньорічне сонячне світло становить 1 771 годину, переважливий напрям вітру — північно-західний.
| Місяць                              | січ  | лют  | бер   | кві   | тра   | чер   | лип   | сер   | вер   | жов   | лис  | гру  |
| ----------------------------------- | ---- | ---- | ----- | ----- | ----- | ----- | ----- | ----- | ----- | ----- | ---- | ---- |
| Температура (°C)                    | −2.5 | −0.3 | 3.8   | 9.0   | 13.9  | 17.0  | 18.5  | 18.1  | 14.3  | 9.1   | 3.5  | −0.6 |
| Температура (°F)                    | 27.5 | 31.4 | 38.8  | 48.2  | 57.0  | 62.6  | 65.3  | 64.6  | 57.7  | 48.4  | 38.3 | 30.9 |
| Опади (мм)                          | 24.6 | 23.8 | 24.1  | 31.5  | 61.0  | 72.2  | 63.7  | 56.2  | 37.6  | 30.7  | 37.4 | 27.1 |
| Тривалість сонячного світіння (год) | 45.3 | 71.6 | 121.5 | 169.1 | 219.1 | 221.0 | 234.9 | 217.9 | 161.9 | 124.0 | 51.3 | 40.1 |

## Історія
Територія, яку займає місто Брно, була заселена починаючи з V ст. Першим письмовим джерелом, у якому є згадка про місто, датована 1091 роком — належить Богемським хронікам Козьми Празького. Про походження назви міста є кілька версій. Згідно з першою, назва походить від слов'янського дієслова «брніті» (обороняти, зміцнювати); згідно з іншою — від слова «пагорб»; відповідно до третього — це перекручена назва кельтського городища Ебуродунон.
Наприкінці XII ст. місто стає центром удільного князівства Пржемисловичів (назва Брна в цю епоху — Бржетиславський град); в 1243 — отримує права вільного імперського міста, а в кінці XIII ст. — стає резиденцією маркграфів моравських. З XIV ст. питання місцевого самоврядування стали вирішуватись моравськими земськими сеймами, що проводилися в Брні кожні два роки.
Під час повстання гуситів місто залишилося вірним королю. У 1454, королем Ладиславом Погробеком із міста були вигнані всі євреї. Перебуваючи у власності Габсбургів (1526—1918), Брно стає економічним і культурним центром Моравії (сприятливо вплинуло на розвиток Брна його вигідне географічне розташування; в місті щорічно проводилися міжнародні ярмарки). Місто, як столиця Моравії, підтримало Станове повстання 1619 року. Під час Тридцятирічної війни Брно двічі (у 1643 і 1645) зазнало облоги шведськими військами; не піддалося місто і прусським військам (1742). У 1777 Брно стало центром єпископства. Місто мало важливе оборонне значення аж до середини XIX ст. Шпілберзька фортеця (чеськ. Špilberk) в Брні була однією з найвідоміших в'язниць Австро-Угорщини (проіснувала до 1858).
У 1805 році Брно піддалось облозі наполеонівських військ. Після перемоги у битві під Аустерліцом, Наполеон наказав знищити фортифікаційні укріплення міста. В результаті цього донині залишилась лише одна міська брама із семи, які були колись.
У XIX ст. відбулося становлення промисловості Брна; місто стало одним з найважливіших центрів робітничого руху в Чехії. Так, наприклад у 1839 році було запущено залізничне сполучення з Віднем, у 1846 році запрацювало вуличне газове освітлення, у 1847 — запущено телеграфний зв'язок з Віднем, а у 1869 — на вулиці міста виїхав перший кінний трамвай (з 1900 — електрифікований).
У 1899 Брно отримало і свій університет — Технологічний. У 1918 місто увійшло до складу Чехословаччини. Зазнало сильних руйнувань в роки другої світової війни, в основному від бомбардувань англо-американською авіацією. Звільнене 26 квітня 1945 військами 2-го Українського фронту під час Братиславсько-Брновської наступальної операції. Після 1945 року, через декрети Бенеша більшість німців було депортовано, а їхнє майно — конфісковане.
27 вересня 2009 року Брно відвідав Бенедикт XVI. Це був перший в історії візит Папи Римського до цілого краю.

## Населення
За офіційними даними CSU гендерний склад населення Брна в 2010 році становив:
- Чоловіки: 178 429 (48,04 %);
- Жінки: 192 970 (51,96 %).

Співвідношення населення за віком:
- до 14 років: 47 751 (12,9 %);
- 15-64 років: 258 584 (69,6 %);
- понад 65 років: 65 064 (17,5 %).

| Брно: демографічний розвиток від 1389 до 2000 |       |        |         |         |         |         |         |         |         |         |         |
| 1389                                          | 1645  | 1850   | 1900    | 1919    | 1925    | 1937    | 1940    | 1950    | 1970    | 1990    | 2000    |
| 8,400                                         | 4,500 | 49,460 | 138,000 | 221,545 | 242,401 | 289,326 | 238,204 | 284,670 | 335,701 | 391,979 | 383,034 |

## Економіка
Наразі Брно є одним з головних економічних центрів Чехії. Найважливіша галузь — важке машинобудування. Розвинуті хімічна та поліграфічна промисловість, виробництво верстатів, турбін, сільськогосподарських машин (тракторобудівний завод Zetor) та електротехнічних виробів; випускаються і точні прилади. Текстильна, харчова, цементна промисловість. Деревообробка та виробництво меблів.
Брно — місце проведення Міжнародних промислових ярмарків (перший відбувся в 1926, площа виставкової території — понад 500 тис. м ²); тут мають місце також Міжнародний Туристичний, Фінансовий та інші ярмарки. Брно — великий залізничний вузол (перший поїзд прийшов в Брно в 1839, в 1990-х, після тривалих дискусій, розпочато проєкт з перенесення залізничного вокзалу Брна на 800 м на південь, а до 2017 року повинна закінчитися повна реконструкція залізничного вузла). — Брно іноді називають «Чеським Манчестером».
Іноді також місто називають технологічним інкубатором за те, що тут будуються нові інноваційні та високотехнологічні підприємства. Створено три основних промислових зони:
- Брненська промислова зона — Черновіцька тераса (BPZ-ČT);
- Чеський технологічний парк Брно;
- Європойнт Брно.

### Брненська промислова зона— Черновіцька тераса (BPZ-ČT)
Виникла на початку XX століття. Займає площу приблизно 200 га. Розташована у південній частині Брна у безпосередній близькості до міжнародного аеропорту Брно-Туржани, неподалік від автодоріг D1 та D2 (європейські дороги E50 та E65 відповідно). Ця зона є однією із найбільших та найпотужніших у Чехії.
Проєкт розроблений у 2002 році місцевим проєктним ательє URBI s.r.o.
Переважна частина зони передбачена для потужних інвесторів, які здатні інвестувати у розвиток понад 100 млн крон. Зараз у Черновіцькій терасі мають свої заводи такі великі міжнародні підприємства, як:
- Honeywell, s. r. o. — виробництво систем живлення будинків;
- Carclo Technical Plastics — Brno, s. r. o. — виробництво пластикових компонентів для електрообладнання;
- Daikin Device Czech Republic, s. r. o. — з 2005 року функціонує завод по виробництву кондиціонерів;
- Daido Metal — з 2006 року виробляє компоненти до автомобілів;
- Nitto Denko Czech — з 2008 року випускає поляризаційну плівку;
- Bomar — відкрито завод по виробництву деревообробних верстатів[8].

### Транспорт
В місті існує аеропорт «Туржани» (чеськ. Tuřany). Місто обслуговує аеропорт «Туржани» (чеськ. Tuřany / Letiště Brno-Tuřany). У 2007, найпопулярнішими напрямками були: Лондон, Прага, Жирона (Іспанія) і Москва, на які припадало близько 168 тис. осіб.
Місто розташоване на стику основних автомагістралей D1 до Праги й D2 до Братислави (Словаччина). Через місто також проходить європейський маршрут E 50.

## Культура
В місті розташований Моравський музей — другий за величиною і другий найстаріший музей у Чехії.

## Освіта
У 2019 році 62 000 студентів навчалися у вищих навчальних закладах Брно. Місто також є домом для низки науково-дослідних установ, включаючи Центральноєвропейський технологічний інститут (CEITEC)  і Міжнародний центр клінічних досліджень (ICRC).
З понад 40 000 студентів Університет Масарика є найбільшим університетом у Брно та другим за величиною в Чехії. До його складу входять дев'ять факультетів, понад 190 кафедр, інститутів і клінік.
Технічний університет Брно був заснований у 1899 році і зараз є одним з найбільших технічних університетів Чеської Республіки з понад 20 000 студентів. Віктор Каплан, винахідник турбіни Каплана, провів майже 30 років у Німецькому технічному університеті в Брно, який припинив своє існування в 1945 році, а його власність була передана Технологічному університету Брно.
Університет Менделя, названий на честь засновника генетики Грегора Менделя, який розробив свої революційні наукові теорії в Брно, має приблизно 10 000 студентів.
Академія музики та сценічного мистецтва імені Яначека, названа на честь Леоша Яначека, була заснована в 1947 році та є однією з двох академій музики та драматургії в Чехії. Вона проводить щорічний конкурс Леоша Яначека.

## Спорт
У місті розташований найсучасніший автодром Чехії Брно, на якому щороку проходить етап чемпіонату світу з шосейно-кільцевих мотоперегонів MotoGP та інші менш відомі змагання з авто- та мотоспорту.

## Українці в Брні
У Брні здавна існує українська спільнота. Свідченням про її найдавнішу історію є виразний Український монумент на Центральному кладовищі міста. Поблизу нього також розміщено окремі українські поховання. У травні 1919 року у приміщенні сучасної філармонії (Besední dům) Komenského nám. 534 виступила капелла УНР під батутою Олександра Кошиця. 
На сучасному етапі українська спільнота з самого початку була пов'язана, головним чином, з україністикою на філологічному факультеті Університету імені Масарика по вул. Arne Nováka 1. 
У місті діє громадська організація Українська ініціатива Південної Моравії, яка організовує Українські дні в Брні. Ця організація також співпрацює з театром Líšeň і театром Feste у Брні. В рамках діяльності цієї організації діє також український освітньо-культурний центр, заняття якого відбуваються в приміщенні Berglův palác, за адресою Moravské nám. 690/15. 
В 2009 р. греко-католицькій церкві передано костел св. Йосипа по вул. Josefská 602.
Окремим знаком підтримки України є акція вивішування українських прапорів поруч з чеськими у Брні на державних установах та приватних помешканнях. Такі прапори зокрема станом на липень 2022 р. було вивішено на ректораті та відділеннях Масарикового університету, міських театрах, палаці Пражака, Бесідному домі та багатьох інших місцях.
Біля пам'ятника радянським воїнам на Moravské nám. покладено блакитні та жовті хрести в пам'ять про жертви сучасної російської інвазії в Україну.
Наразі українська спільнота Брна надає допомогу постраждалим від війни українцям. Збір речей для українських біженців відбувається по вул. Hybešova 26, вул. Kaštanová 637, матеріальна допомога українцям надається також в садибі організації Vesna (VESNA – ženský vzdělávací spolek), вул. Husova 18. Допомога Україні здійснюється також компанією Radolest Brno, яка знаходиться за адресою tř. Kpt. Jaroše 7b. Місцем заходів за участі українців був також Бесідній дім по вул. Husova 534/20. У розміщеній в Бесідному домі за адресою Komenského nám. 534/8 проходили також безкоштовні концерти для українців. Місцем українських протестів проти агресії росії, які організовує Українська ініціатива в Південній Моравії стало також Dominikánské námesti. Мітинги відбуваються тут щонеділі о 13-й годині. За адресою вул. Purkyňova 101 (будівля страхової компанії Generali a. s.) діє навчальний центр для українських дітей .
У місті діє консульство України за адресою вул. Barvičova, 56.
В сучасному Брні наявні пов'язані з Україною вулиці: tř. Kpt. Jaroše – на честь Отакара Яроша, який загинув в бою з німцями в українському селі Соколове 1943 р., а також вул. Ukrajinská.

## Відомі люди
- Франц фон Піллерсдорф (1786—1862) — австрійський державний діяч
- Вінсент Серсавій (1802—1853) — український композитор чеського походження.
- Гомперц Теодор (1832—1912) — німецький дослідник античної культури
- Франц Кікаль  (?—1917) — командант легіону УСС
- Карл Квапіль — командир Другої Коломийської бригади УГА.
- Артур Еріх Гаас (1884—1941) — австрійський фізик.
- Еріх Вольфганг Корнгольд (1897—1957) — австрійський композитор та піаніст, автор музики до кінофільмів.
- Карел Гегер (1909—1977) — чехословацький актор театру, кіно та телебачення.
- Олег Сус (1924—1982) — чеський літературознавець і критик.
- Антонін Бартонєк (1926—2016) — чеський класичний філолог, доктор наук, професор.
- Зденєк Нойбауер (нар. 1942) — чеський філософ та біолог.
- Владімір Коколя (нар. 1956) — чеський художник та графік.
- Мілан Огнисько (нар. 1965) — чеський поет і редактор.

## Галерея

Архітектурні пам'ятки
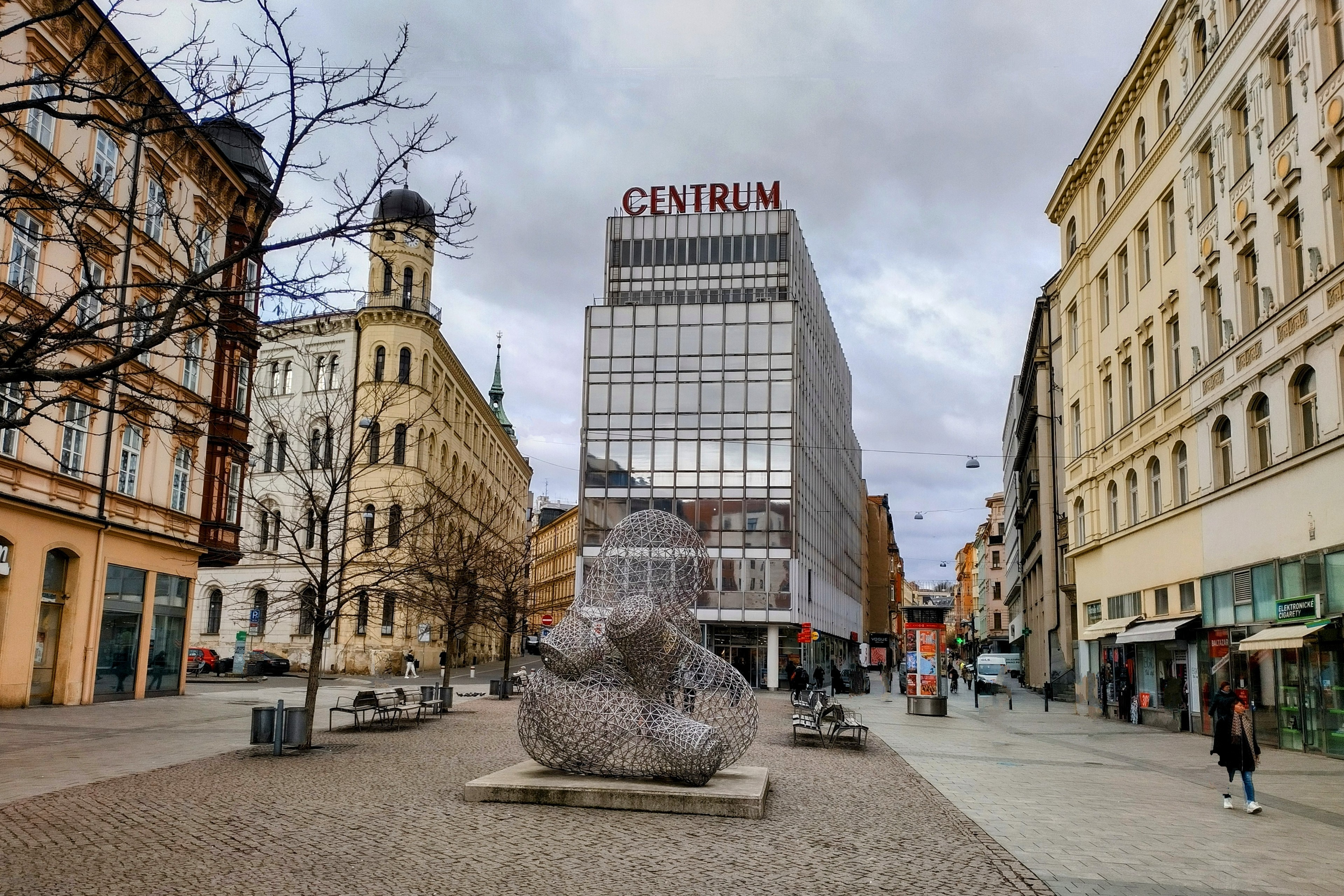
ТЦ Центр, інсталяція Едісон, Бджолиний палац
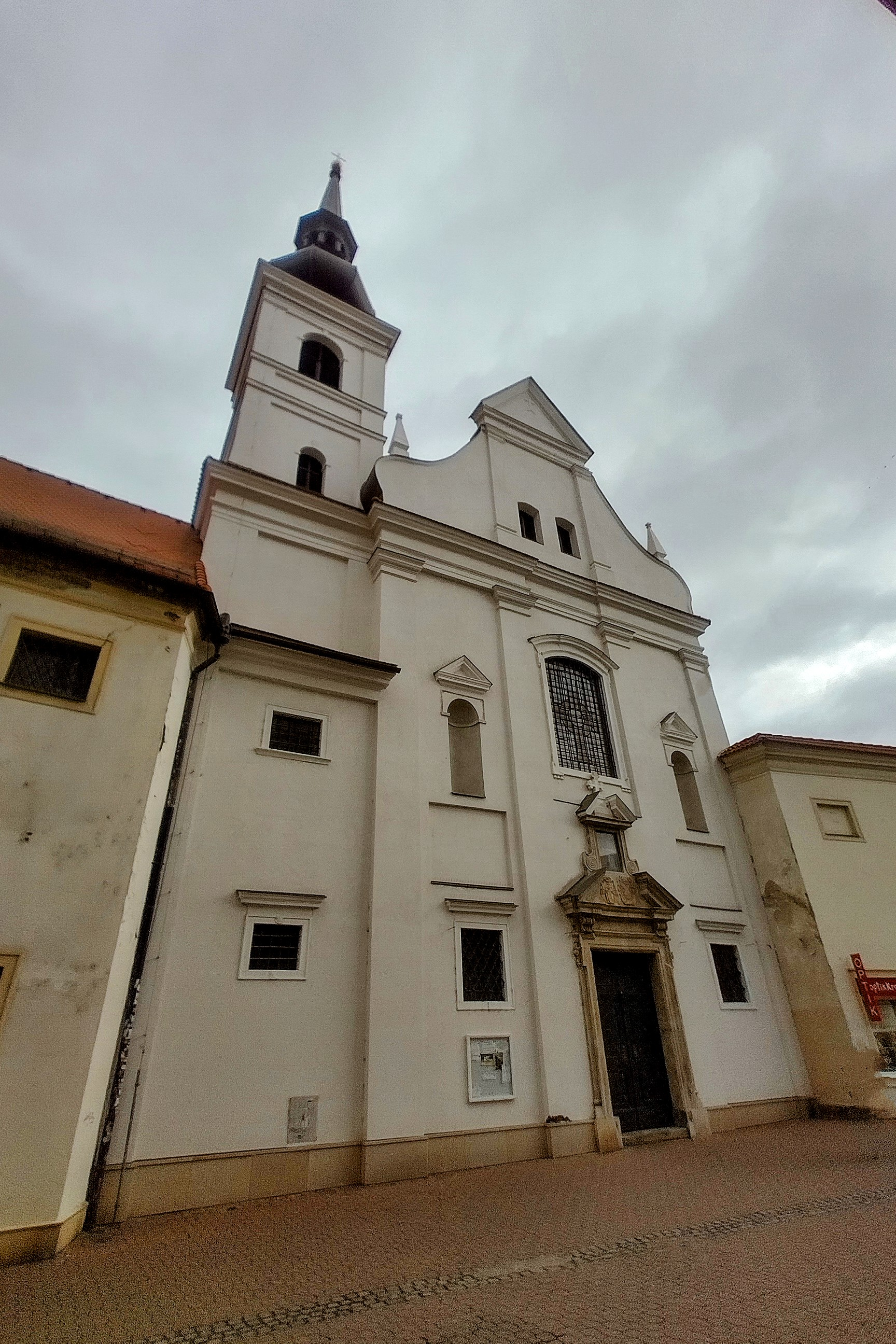
Храм Святого Йосипа
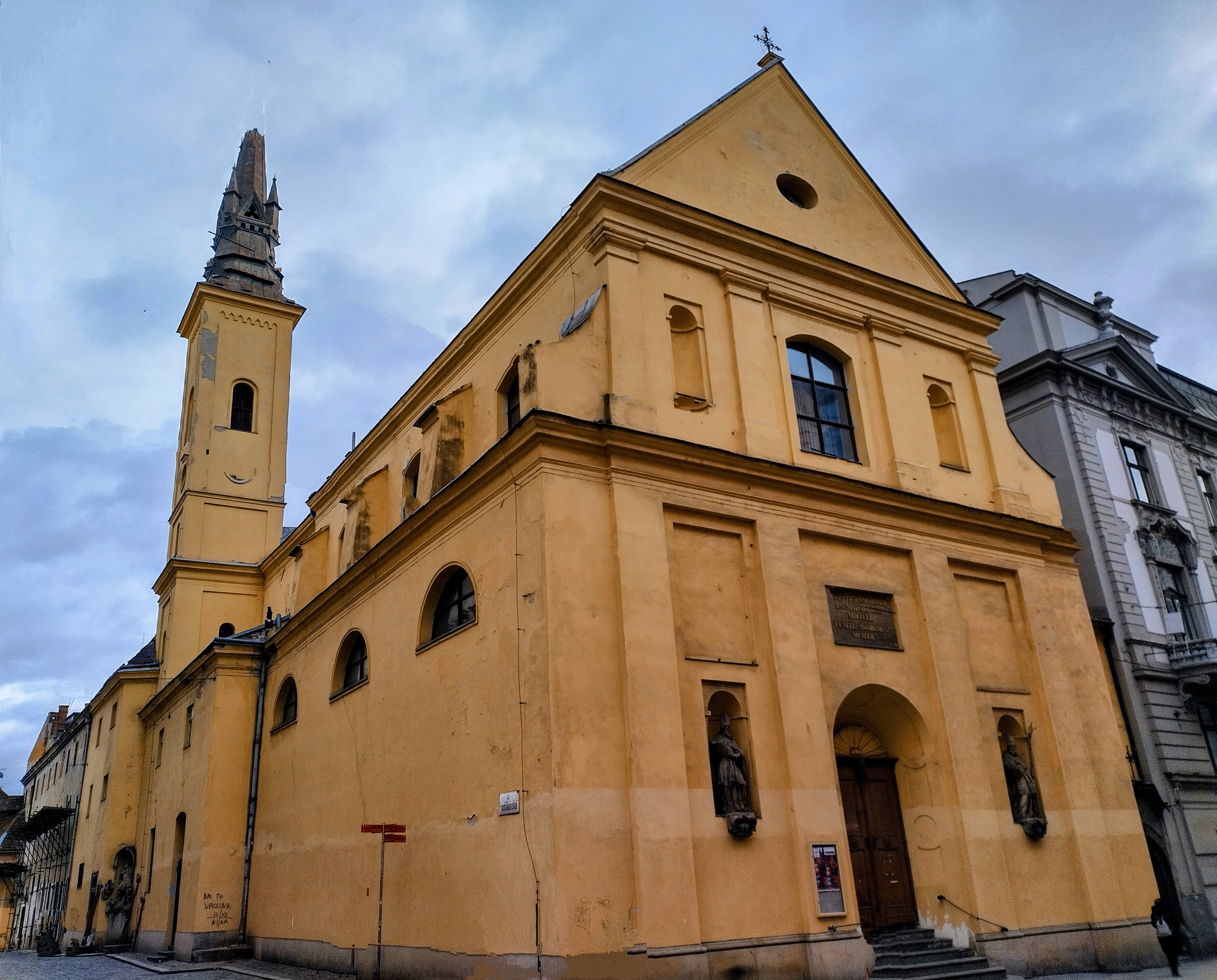
Церква Святої Марії Магдалини
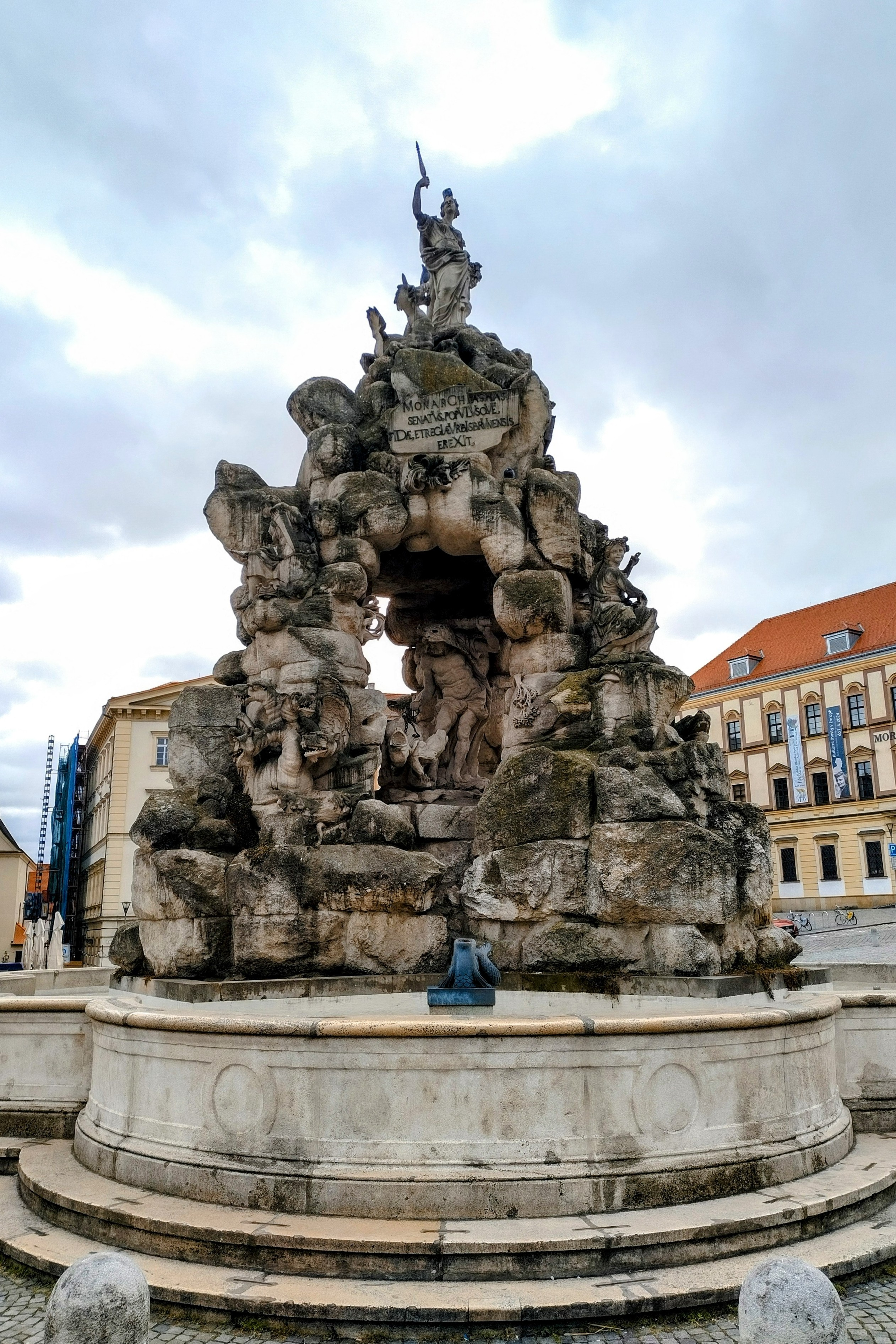
Фонтан "Парнас"
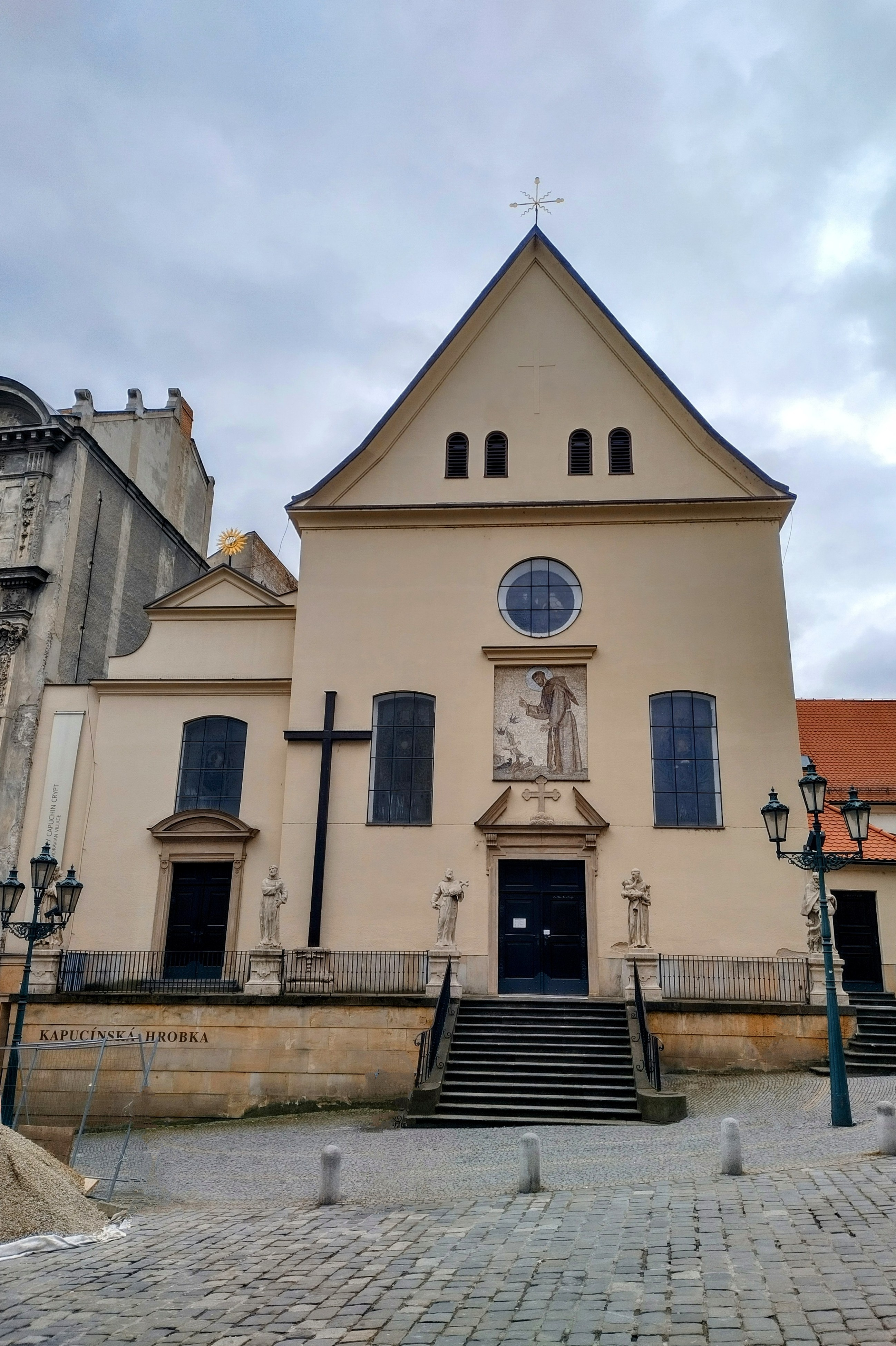
Костел Знайдення Святого Хреста
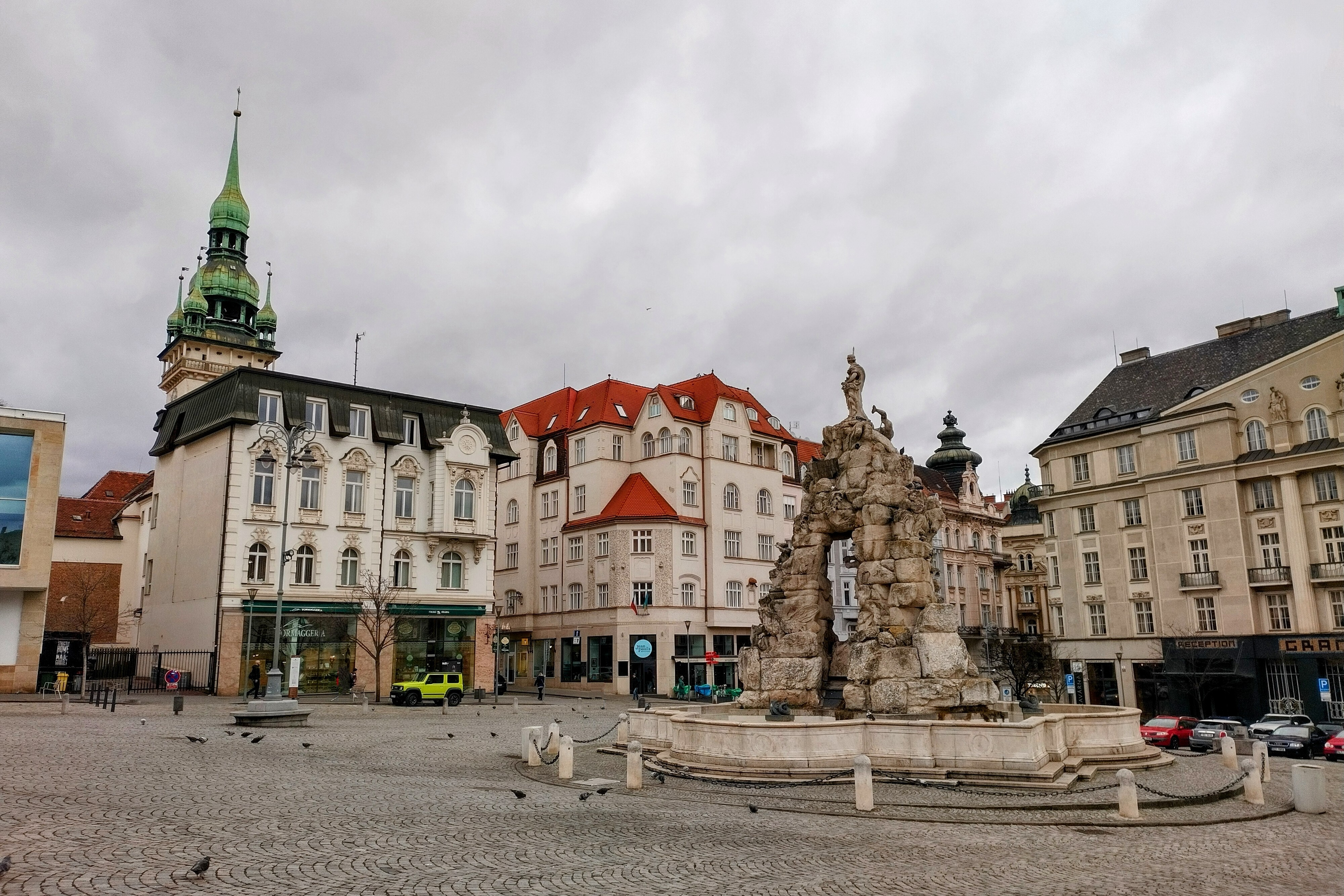
Площа Овочевий (Капустяний) ринок
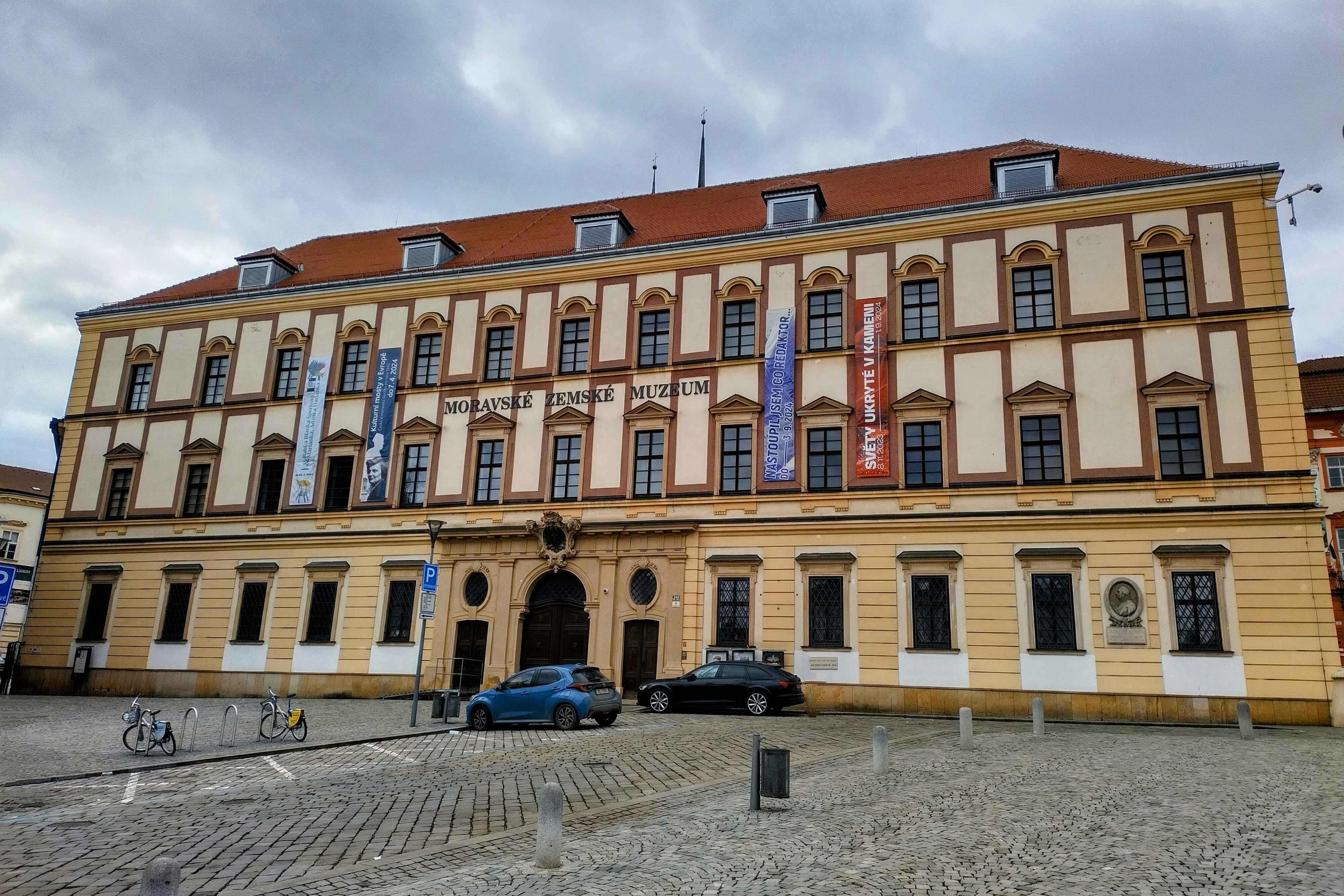
Моравський музей
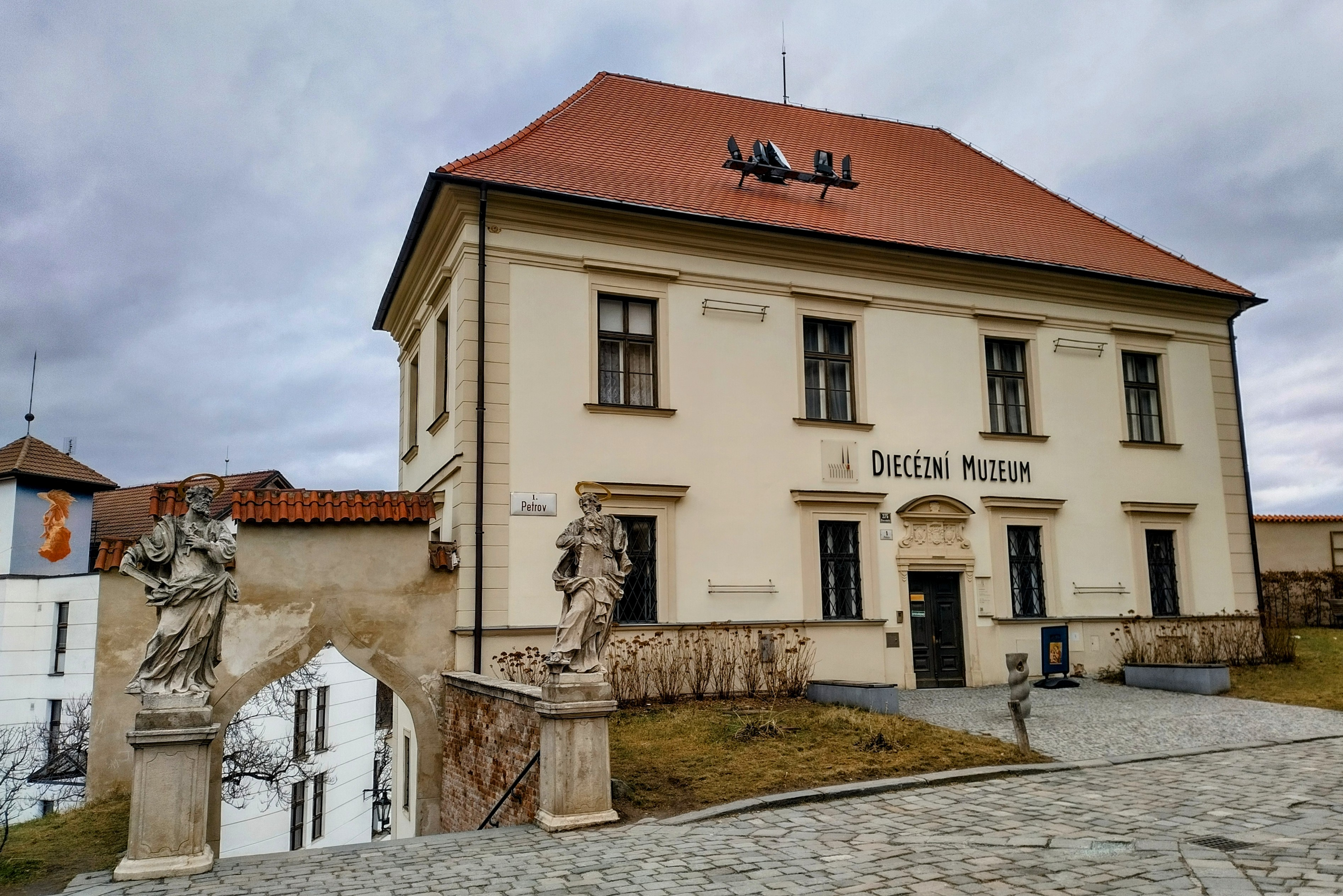
Єпархіальний музей
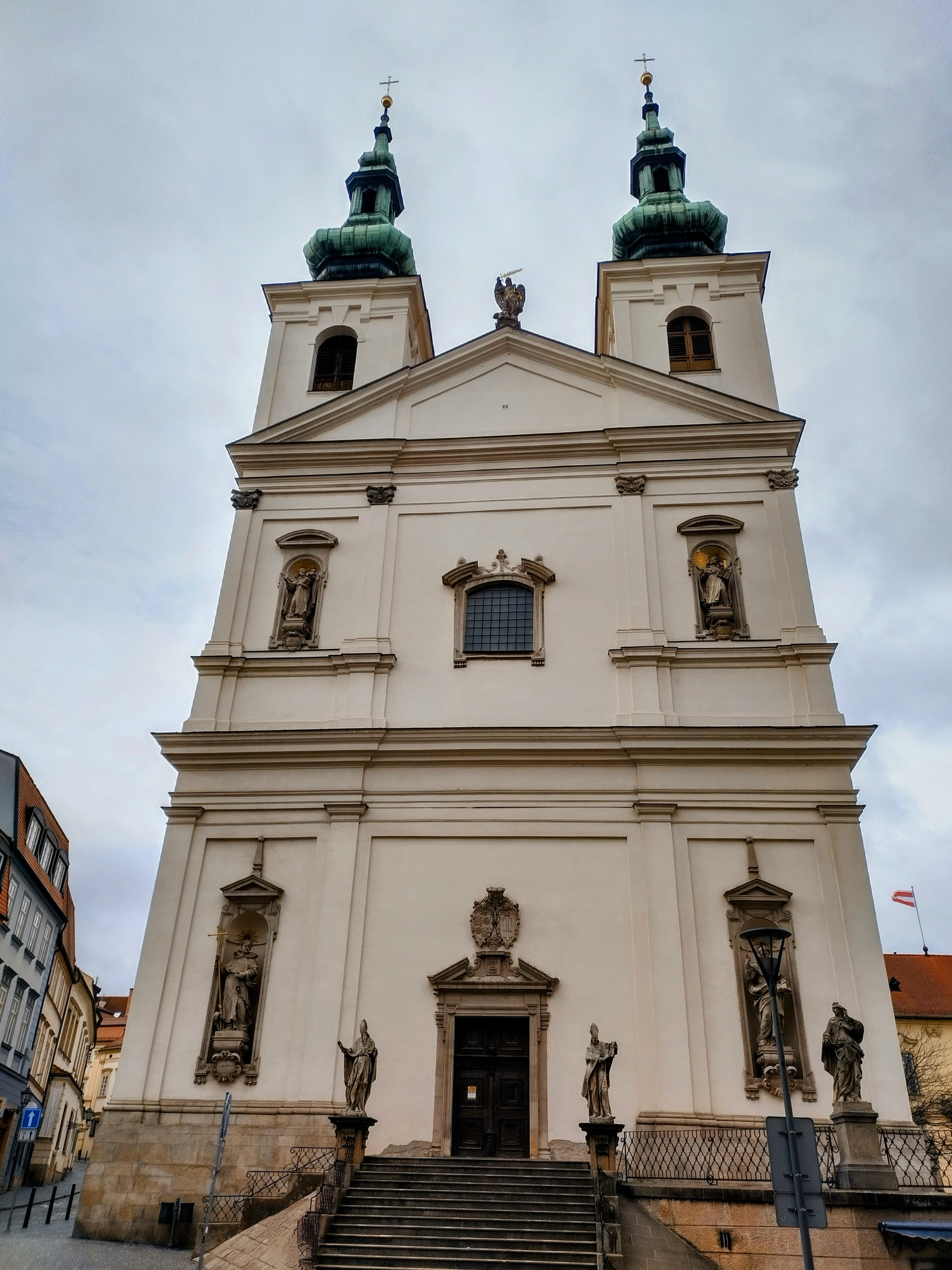
Костел Святого Архангела Михаїла
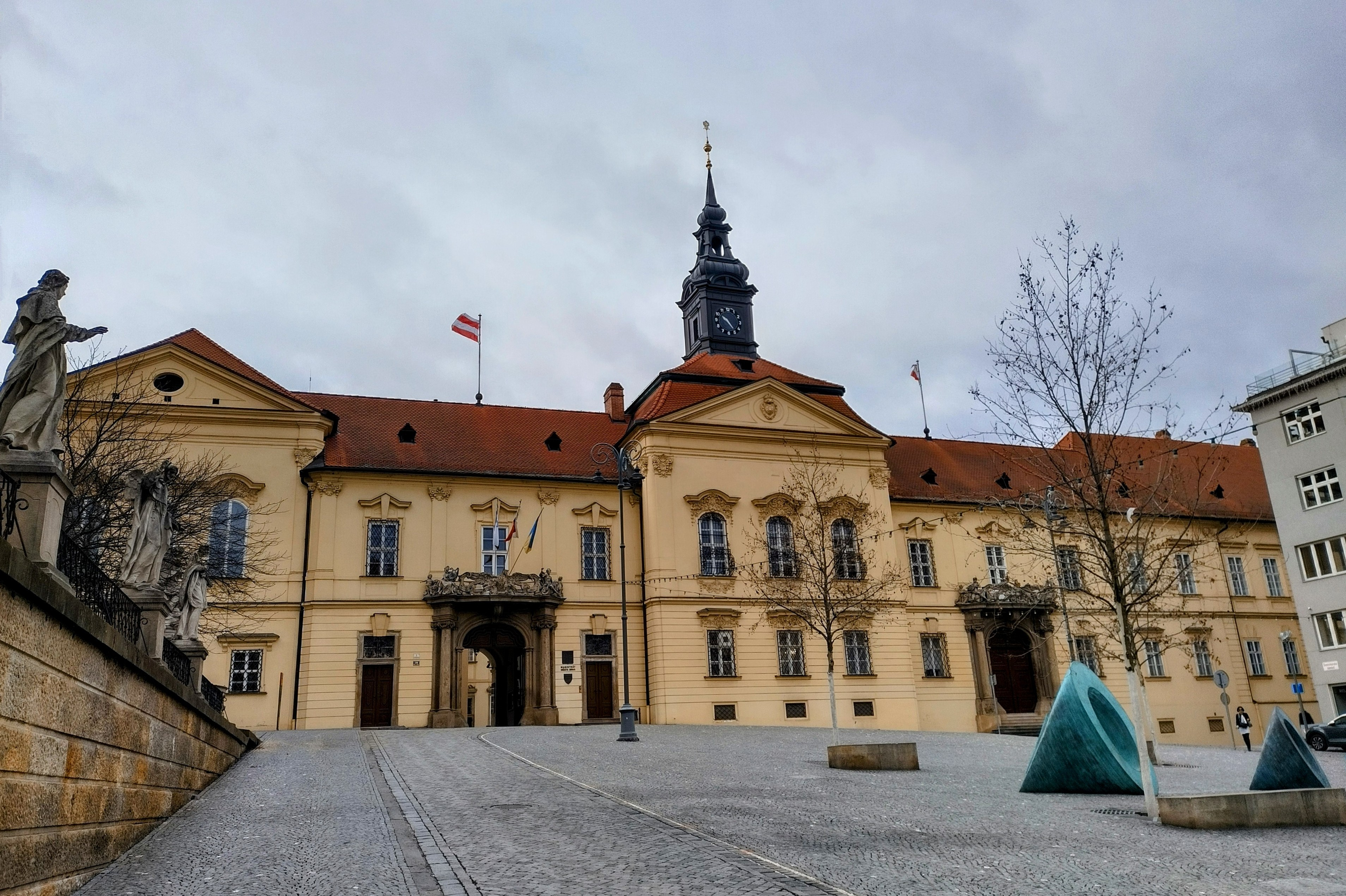
Нова ратуша
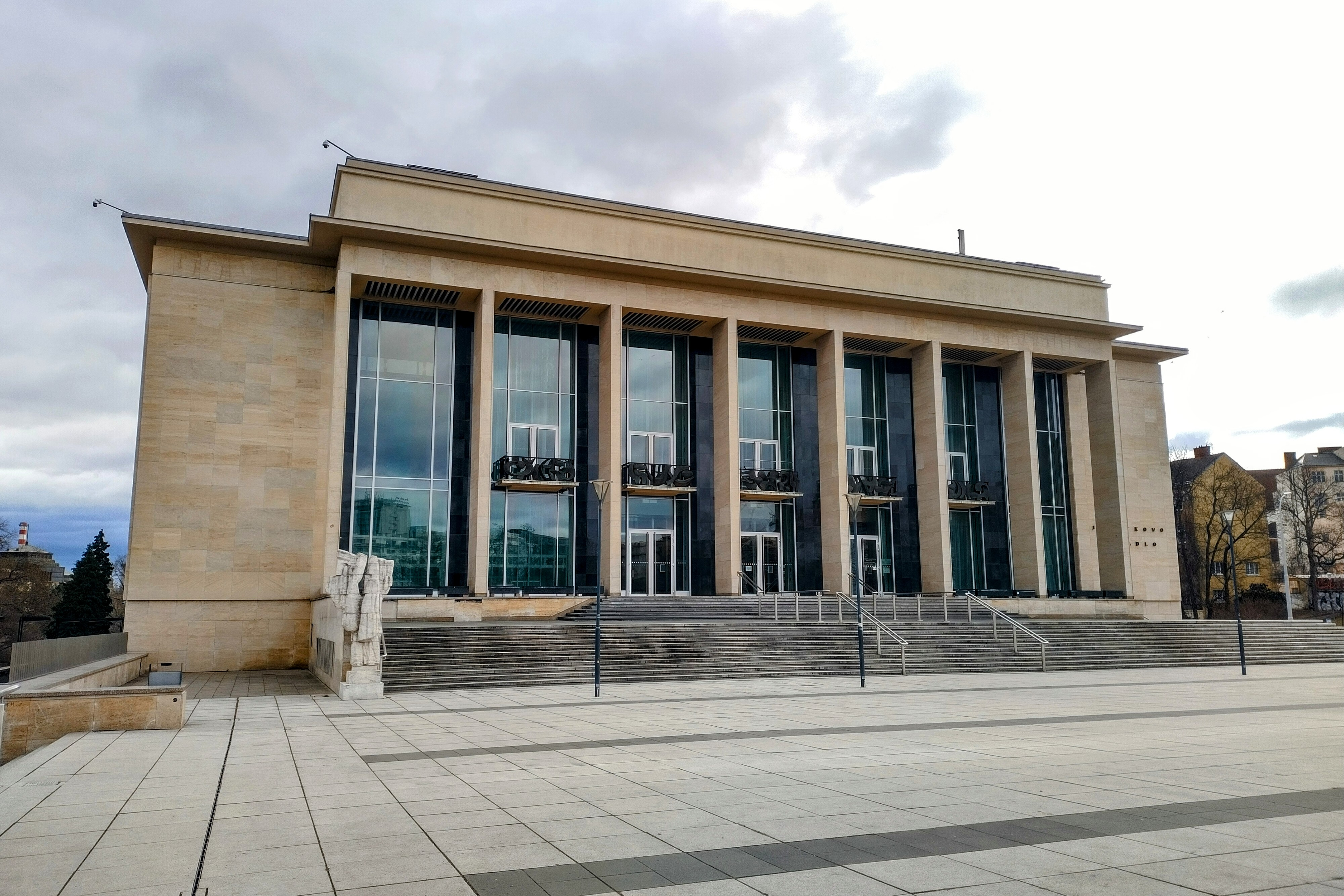
Театр ім. Леоша Яначека
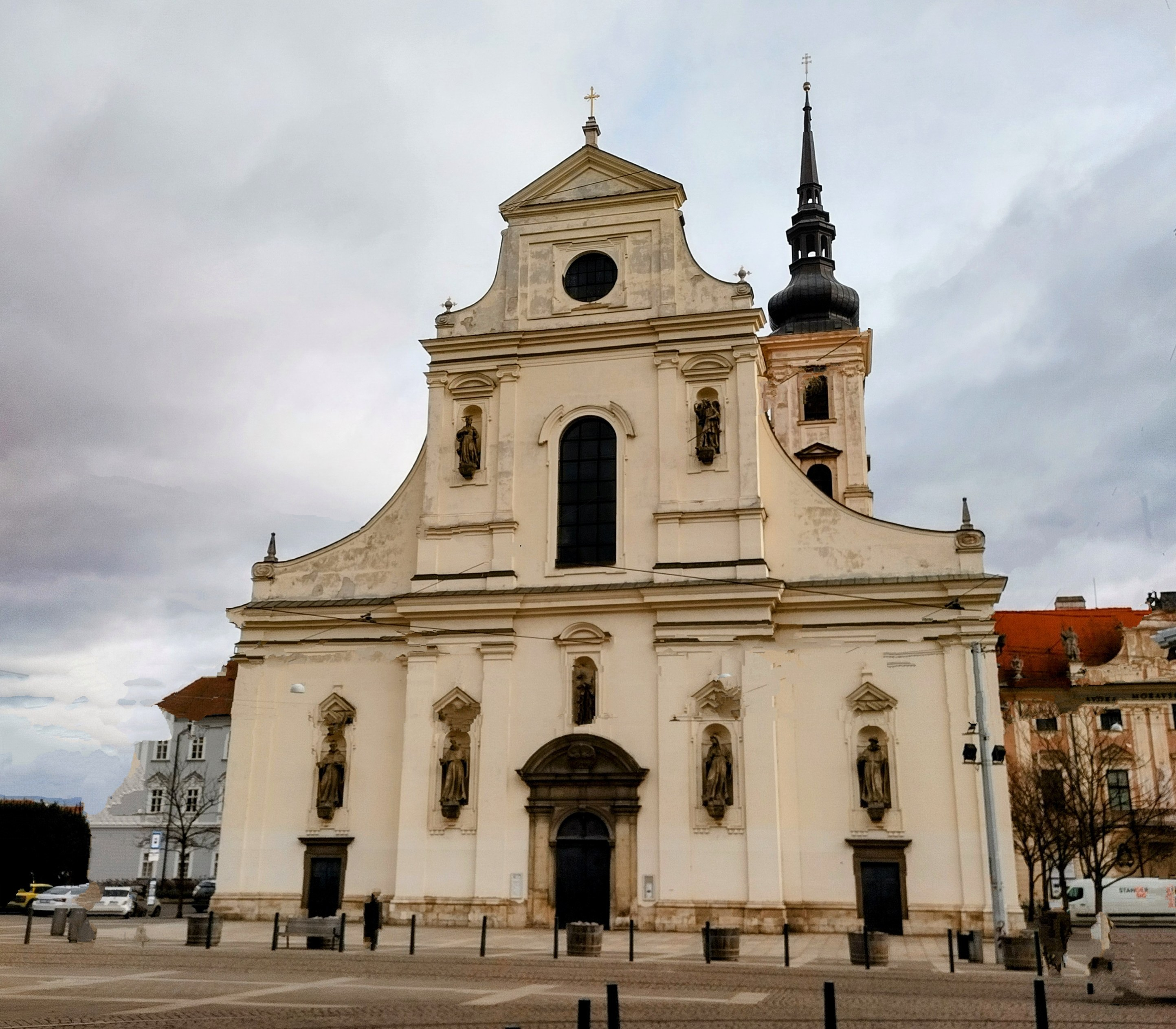
Храм Благовіщення Діви Марії та Св. Апостола Фоми
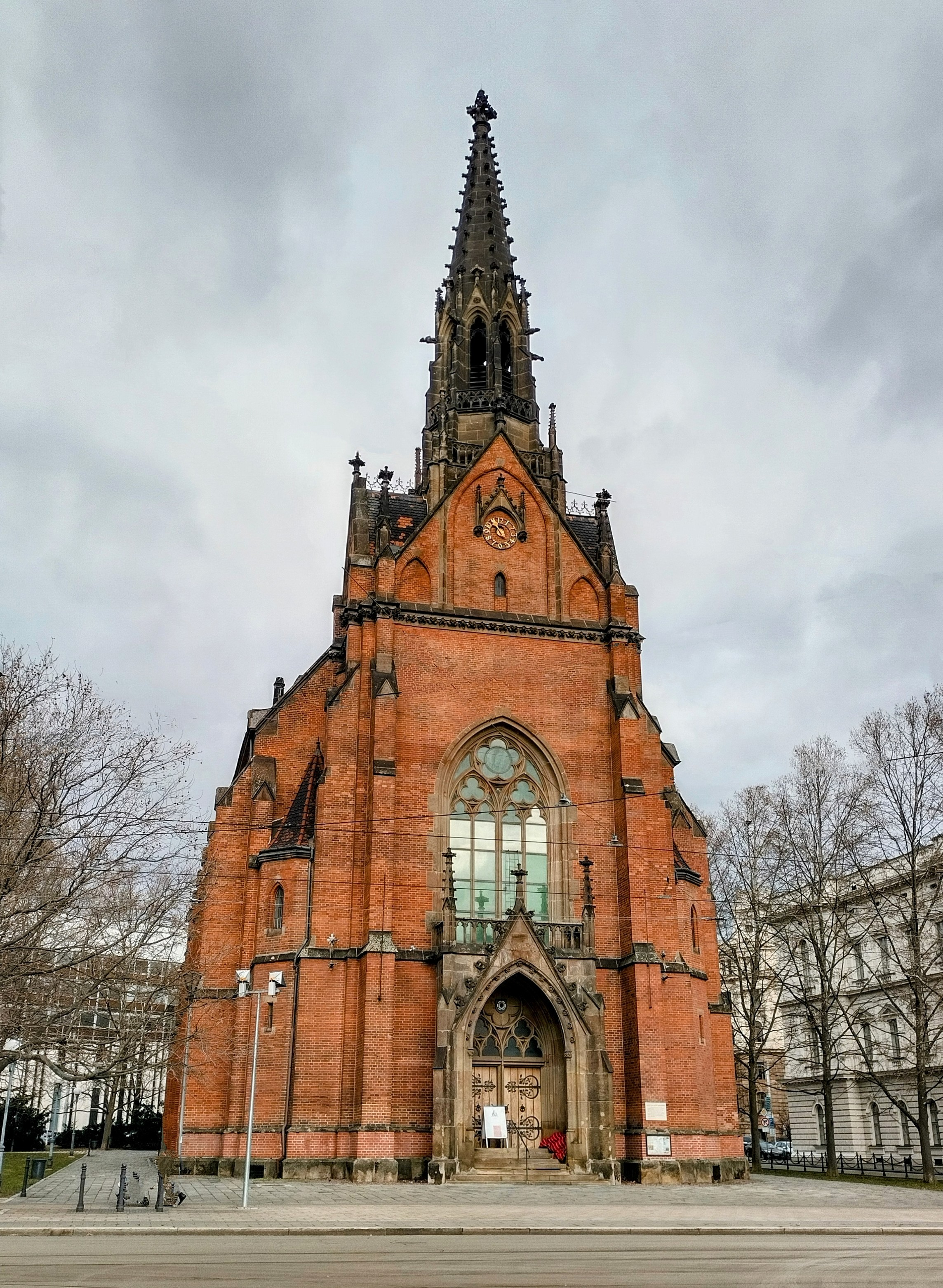
Храм Яна Амоса Коменського (Червона церква)
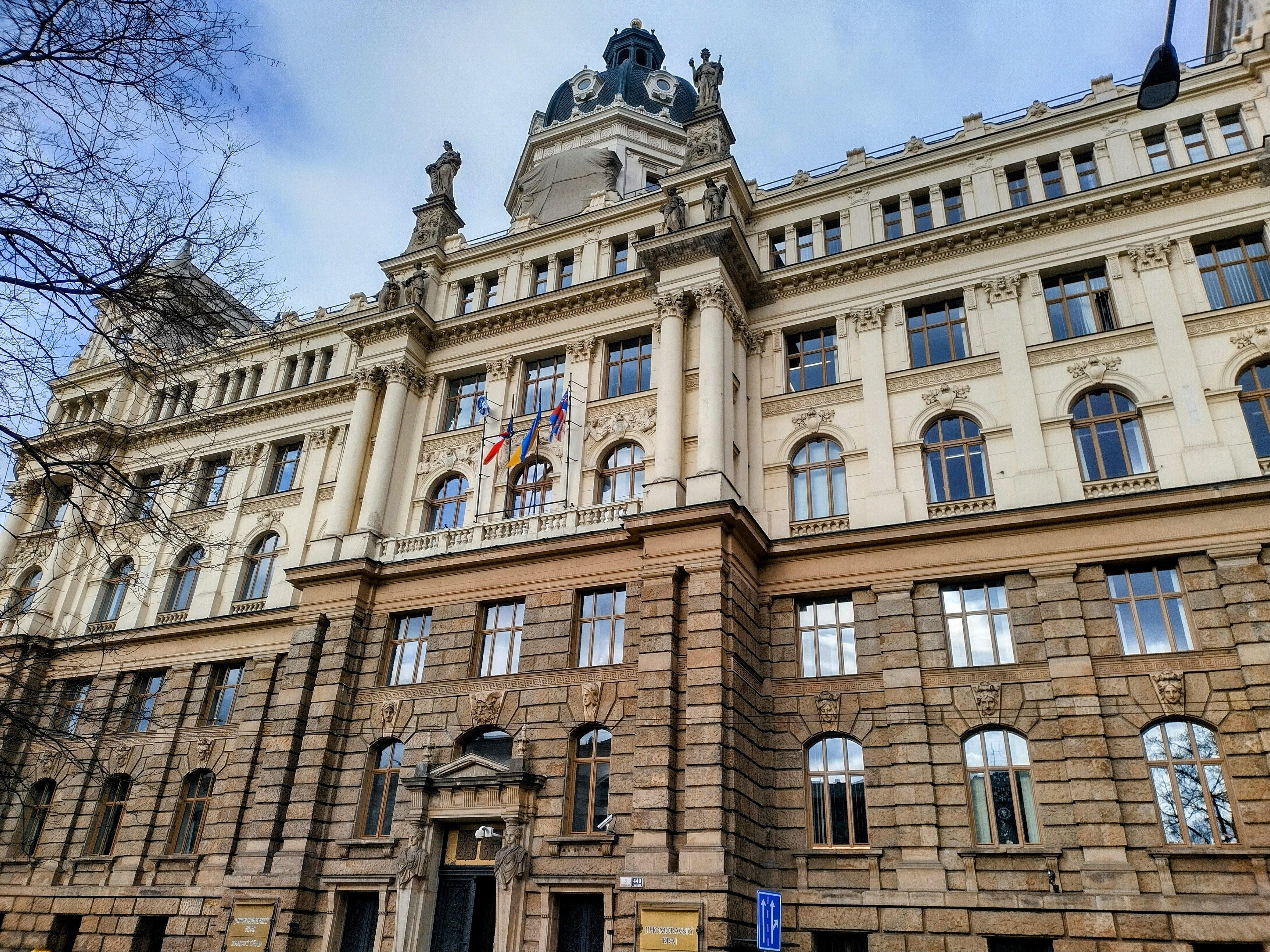
Будівля уряду Південноморавського краю
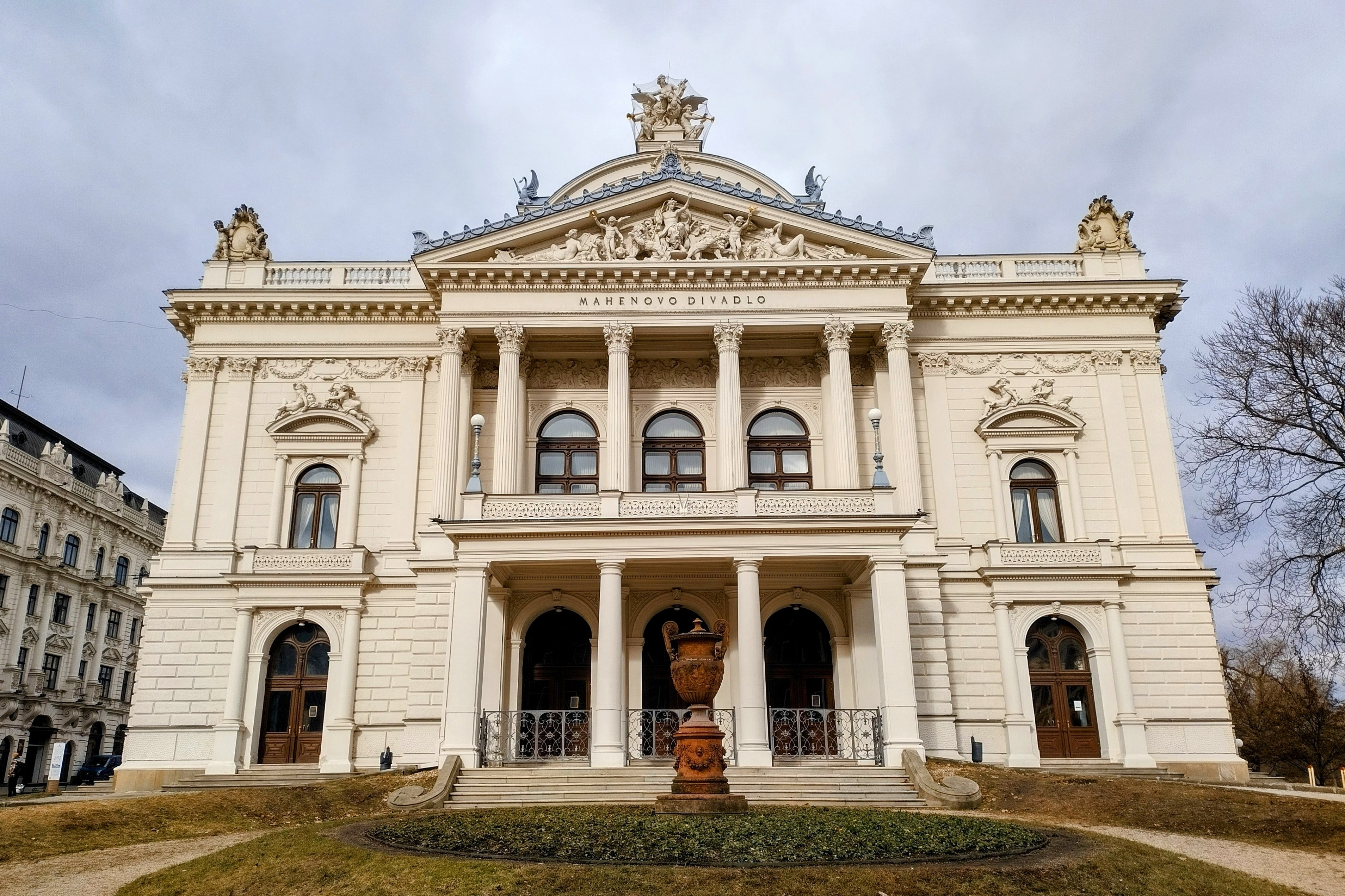
Театр ім. Іржі Магена
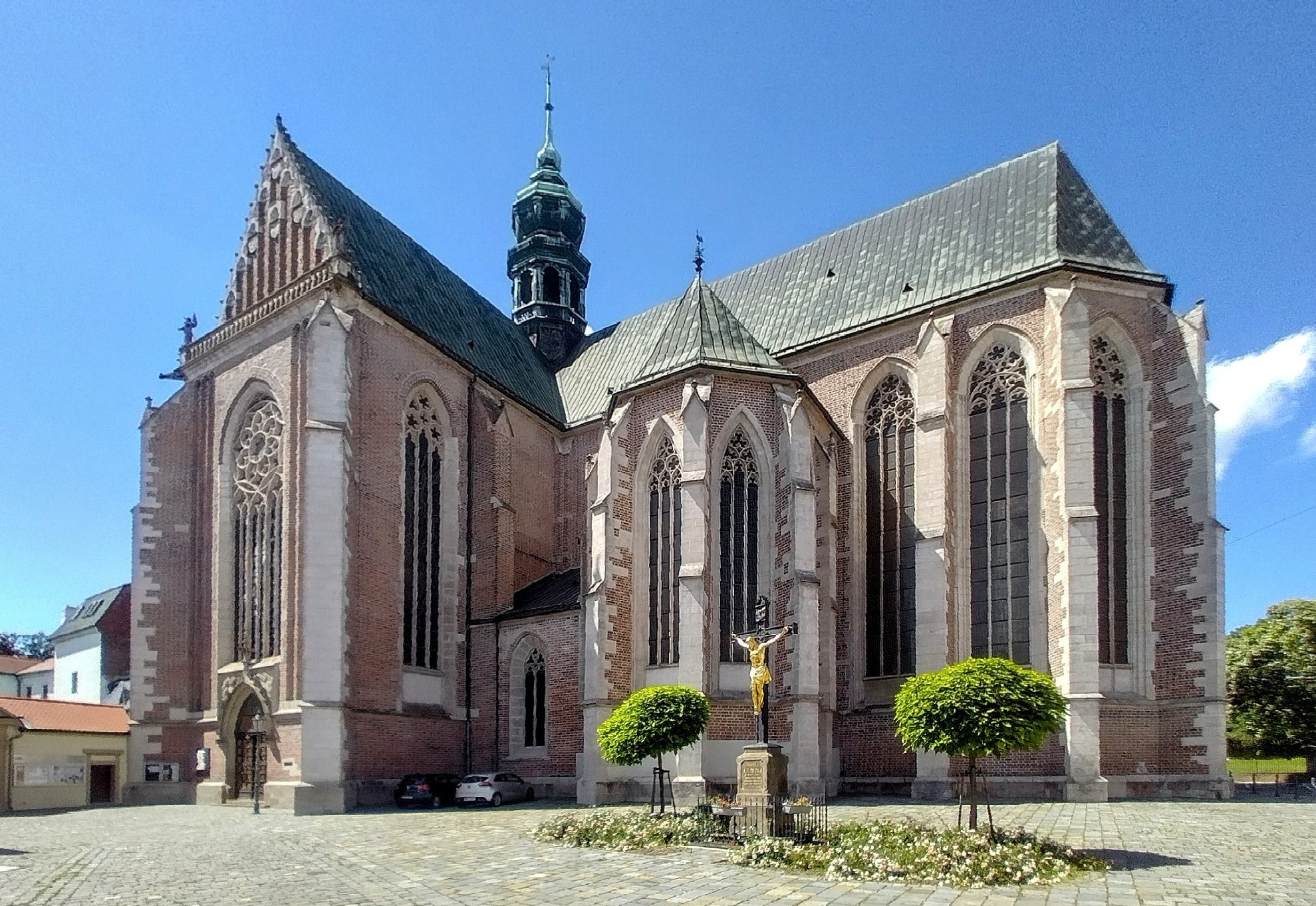
Базиліка Вознесіння Діви Марії
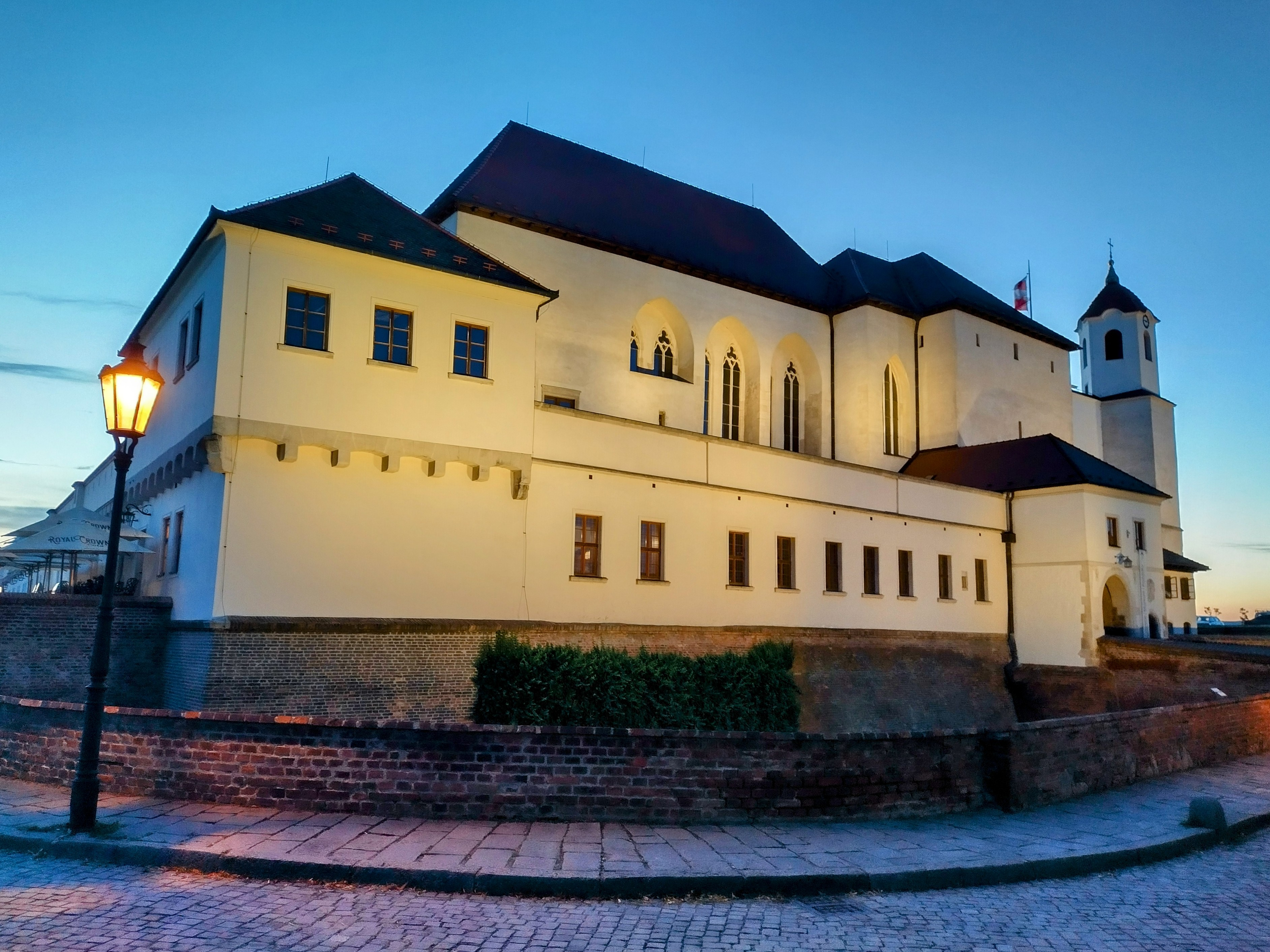
Замок Шпільберк
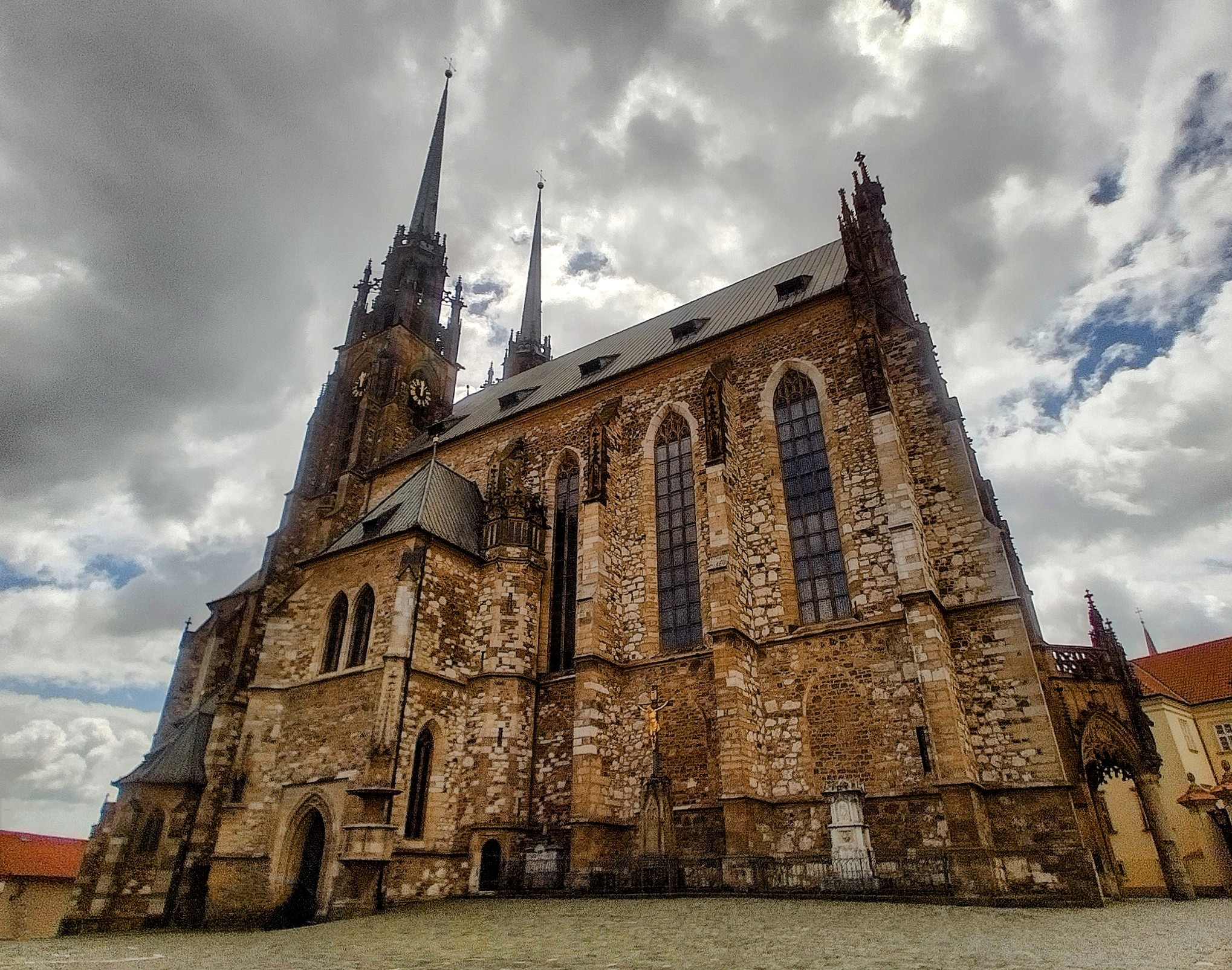
Кафедральний собор Св. Апостолів Петра і Павла
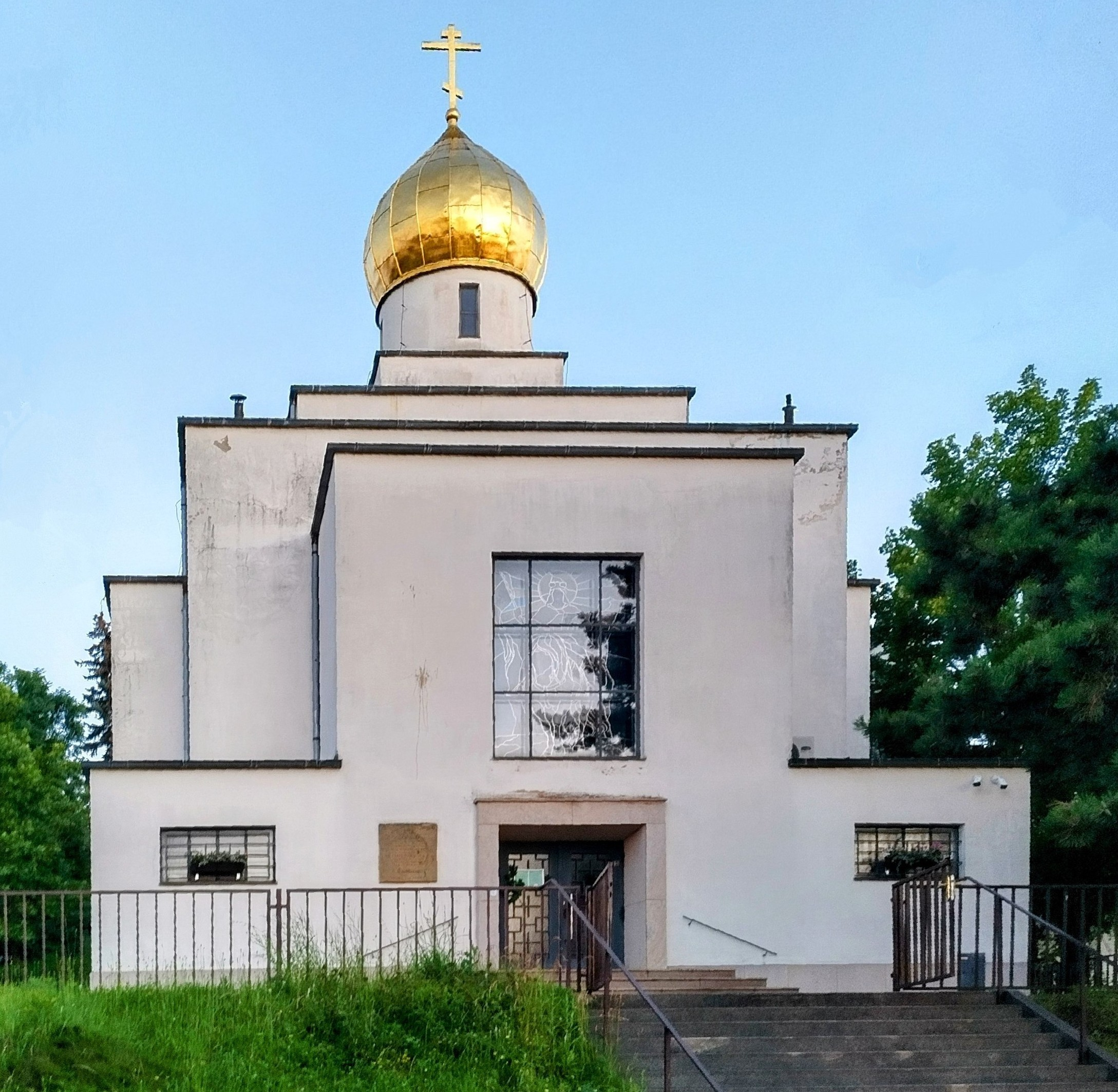
Костел Святого Вацлава
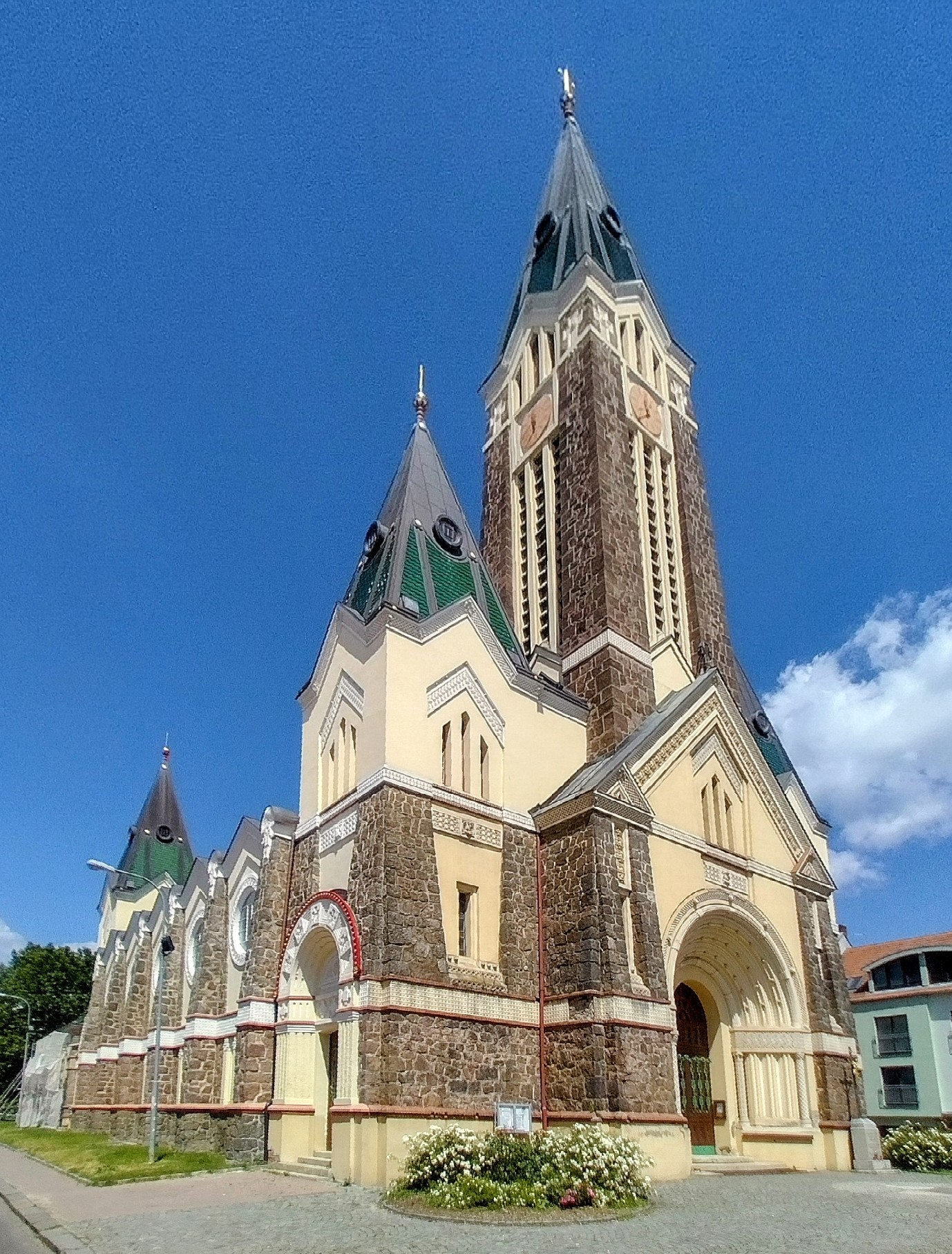
Костел Святого Серця Господнього
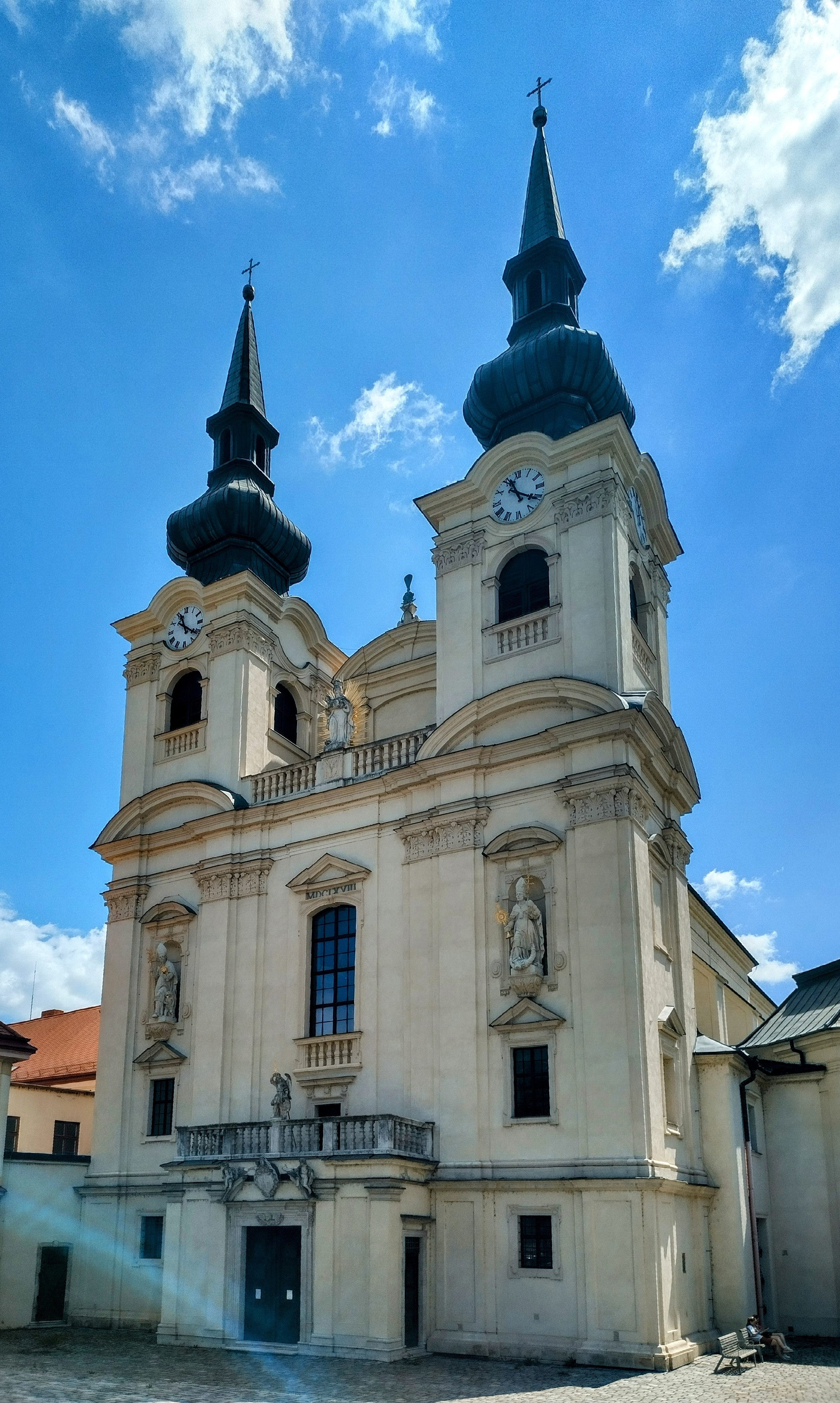
Костел Успіння Діви Марії
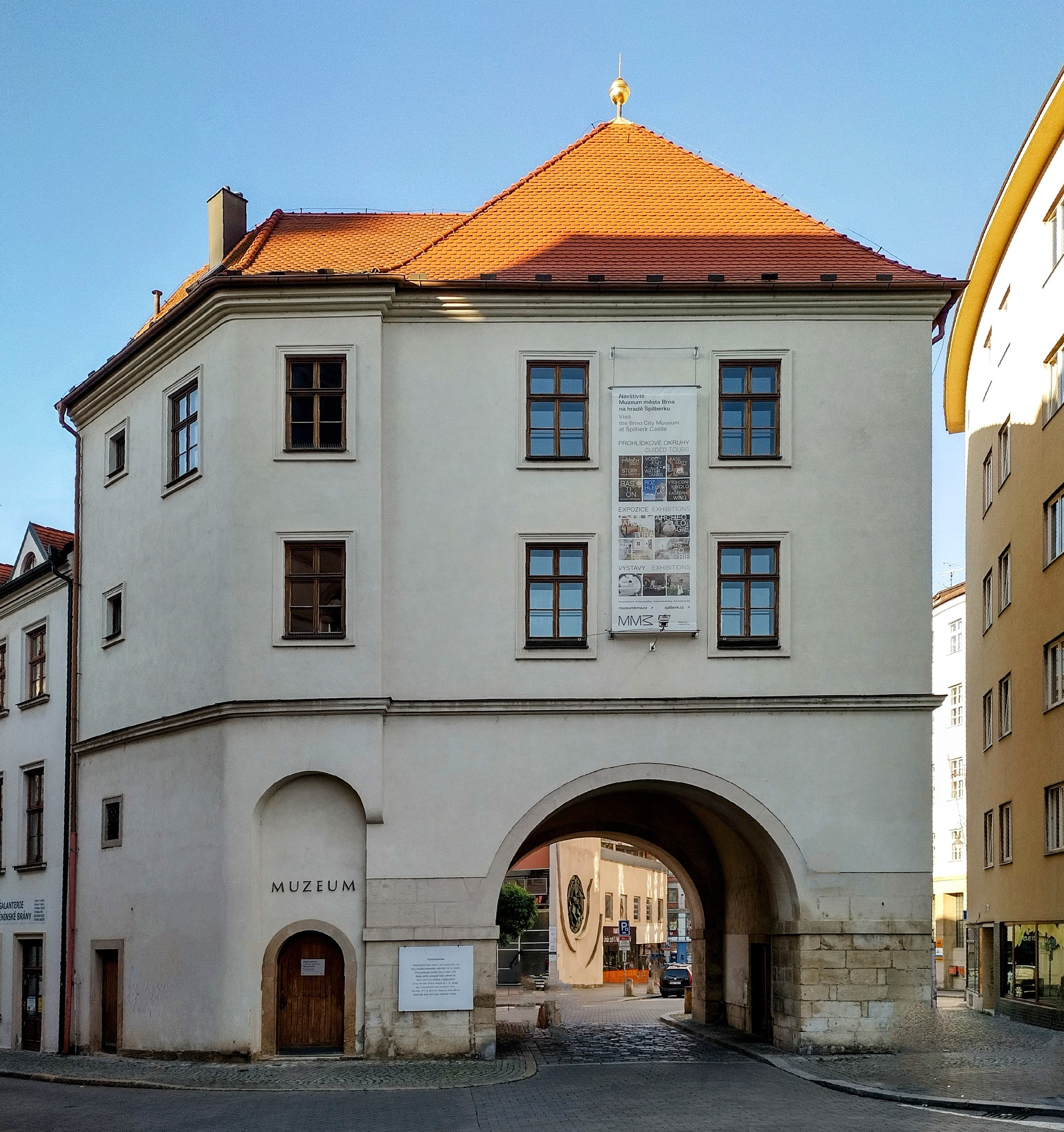
Міська брама-музей "Менінська брама"
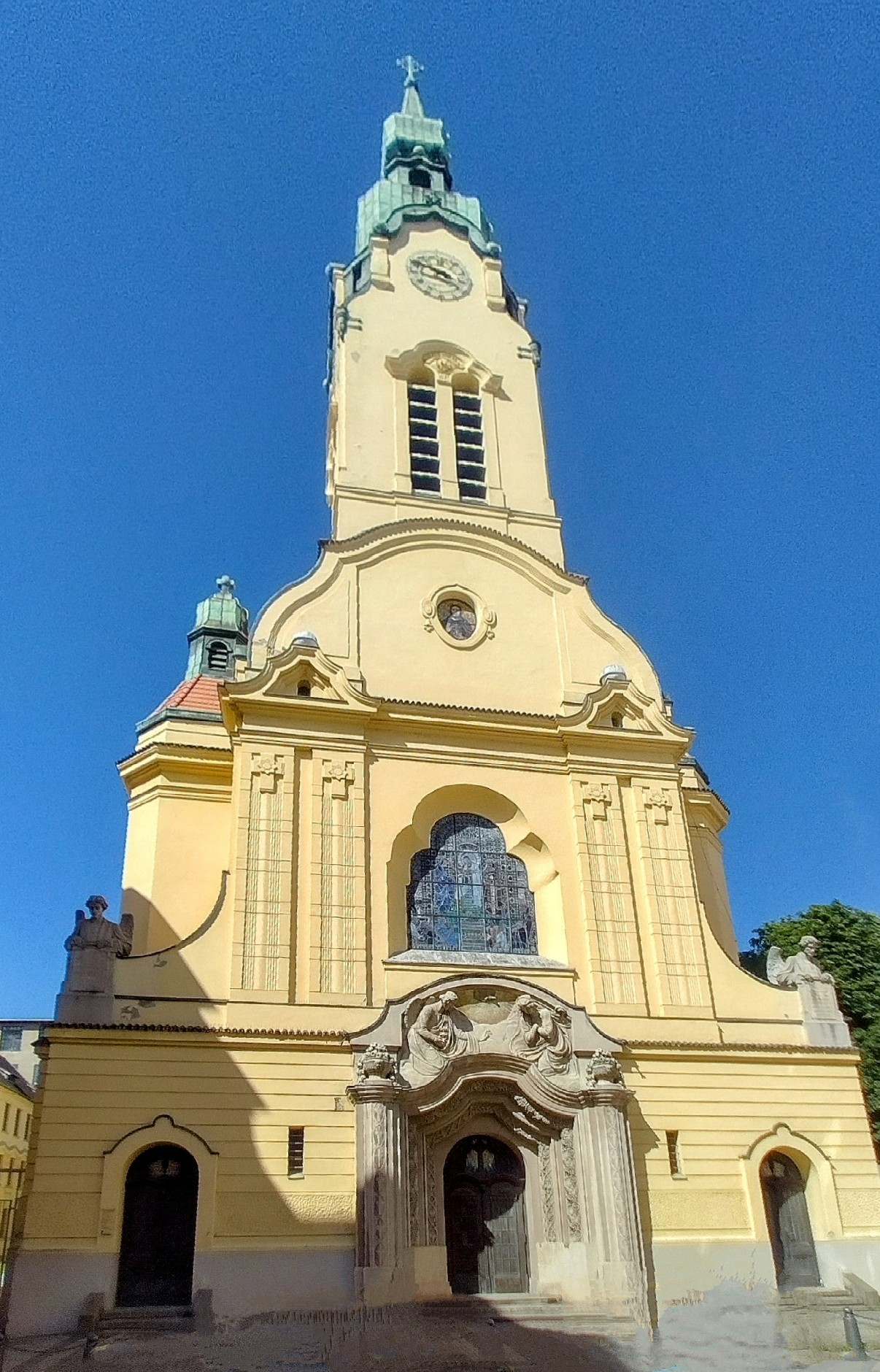
Храм Непорочного Зачаття Діви Марії

Пам'ятники
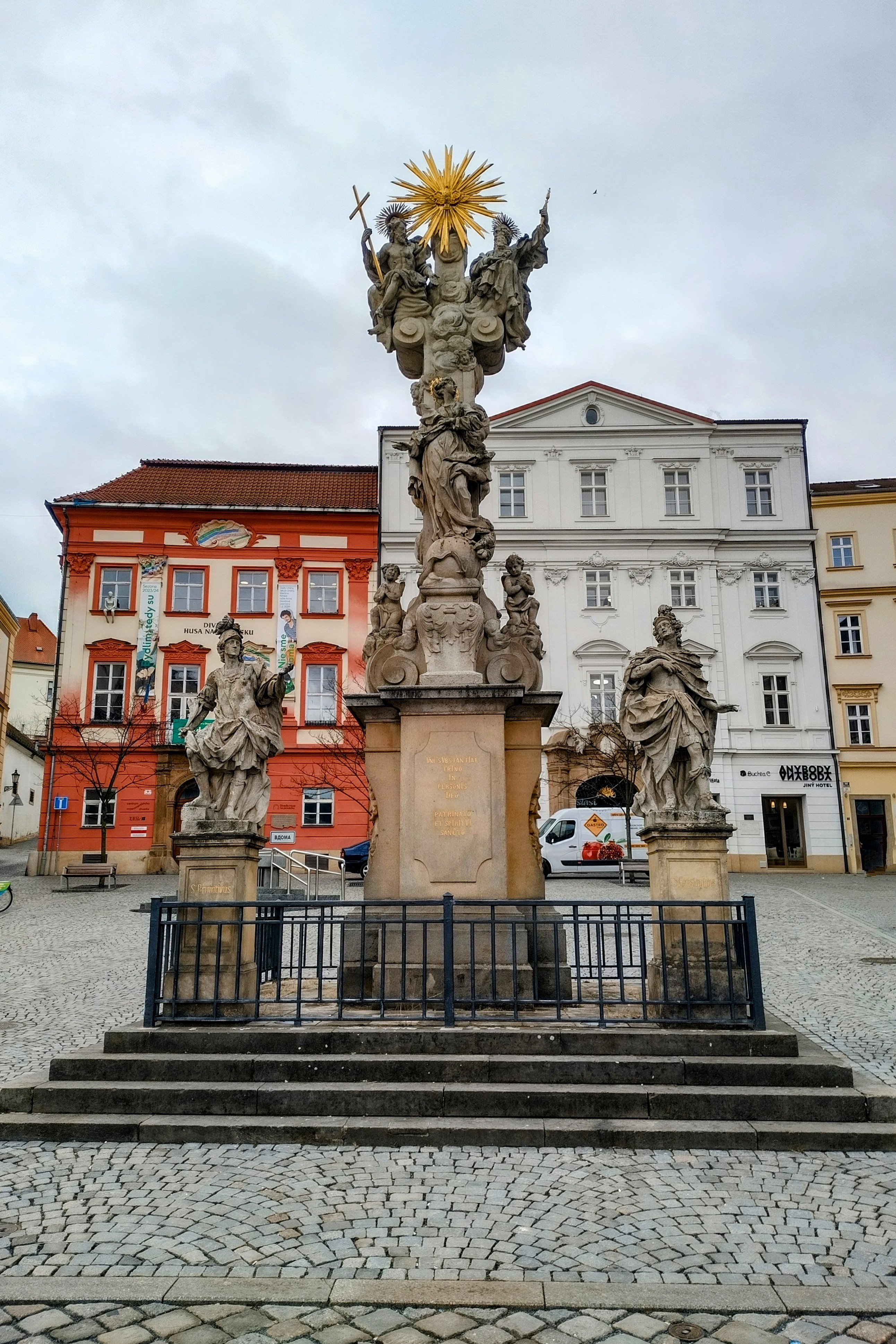
Чумний стовп на Зеленому ринку
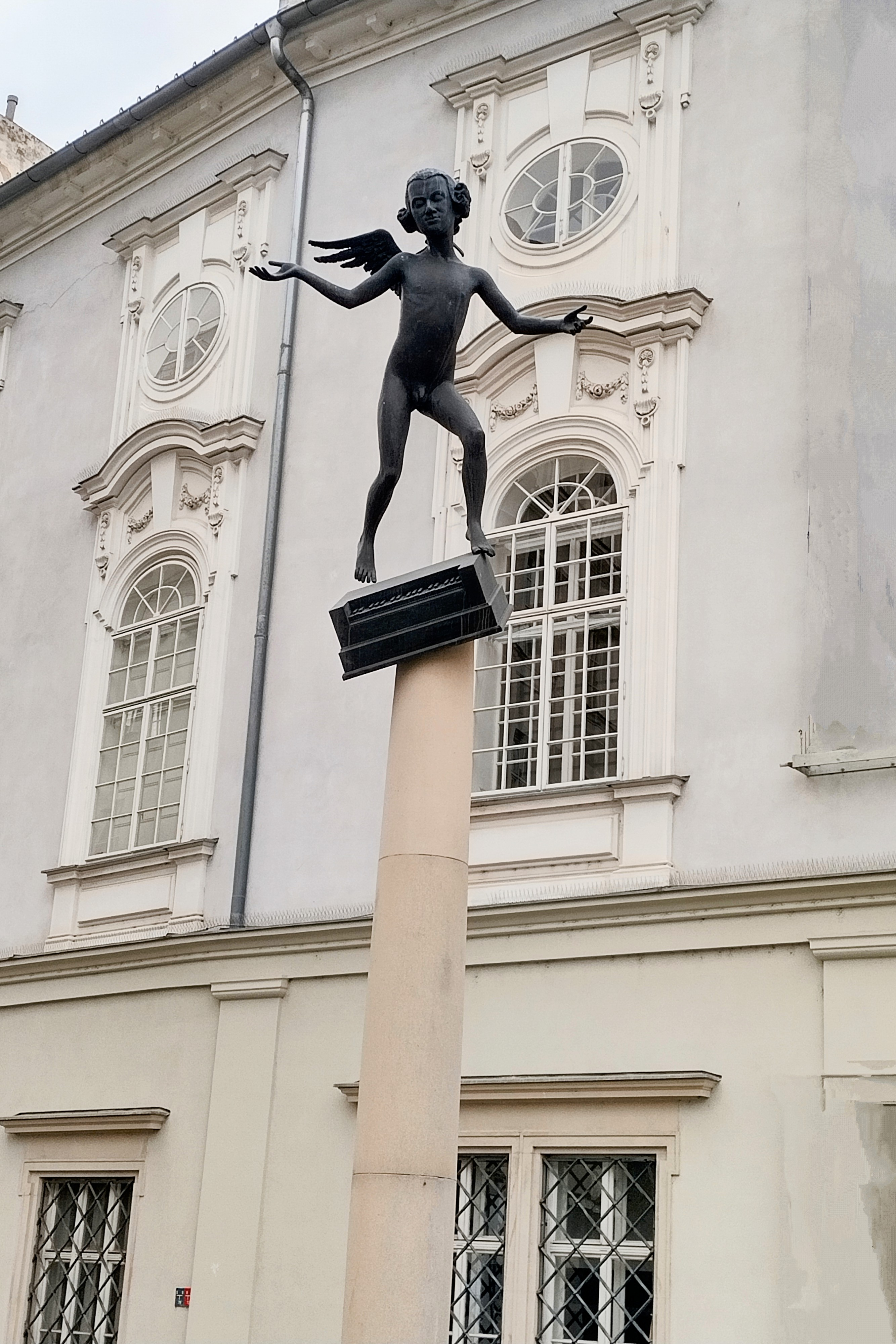
11-річний Моцарт перед театром "Редута"
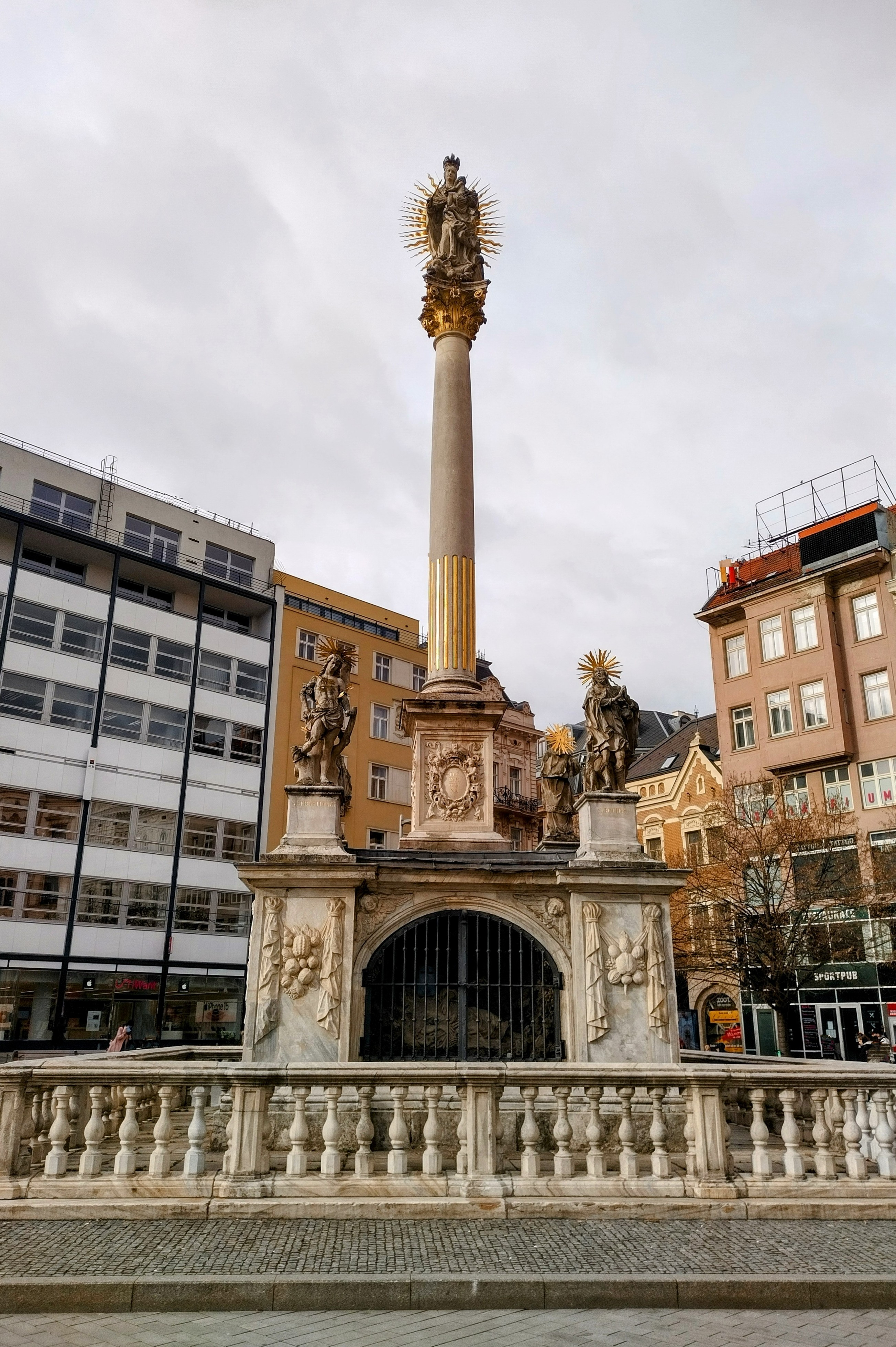
Чумний стовп на площі Свободи
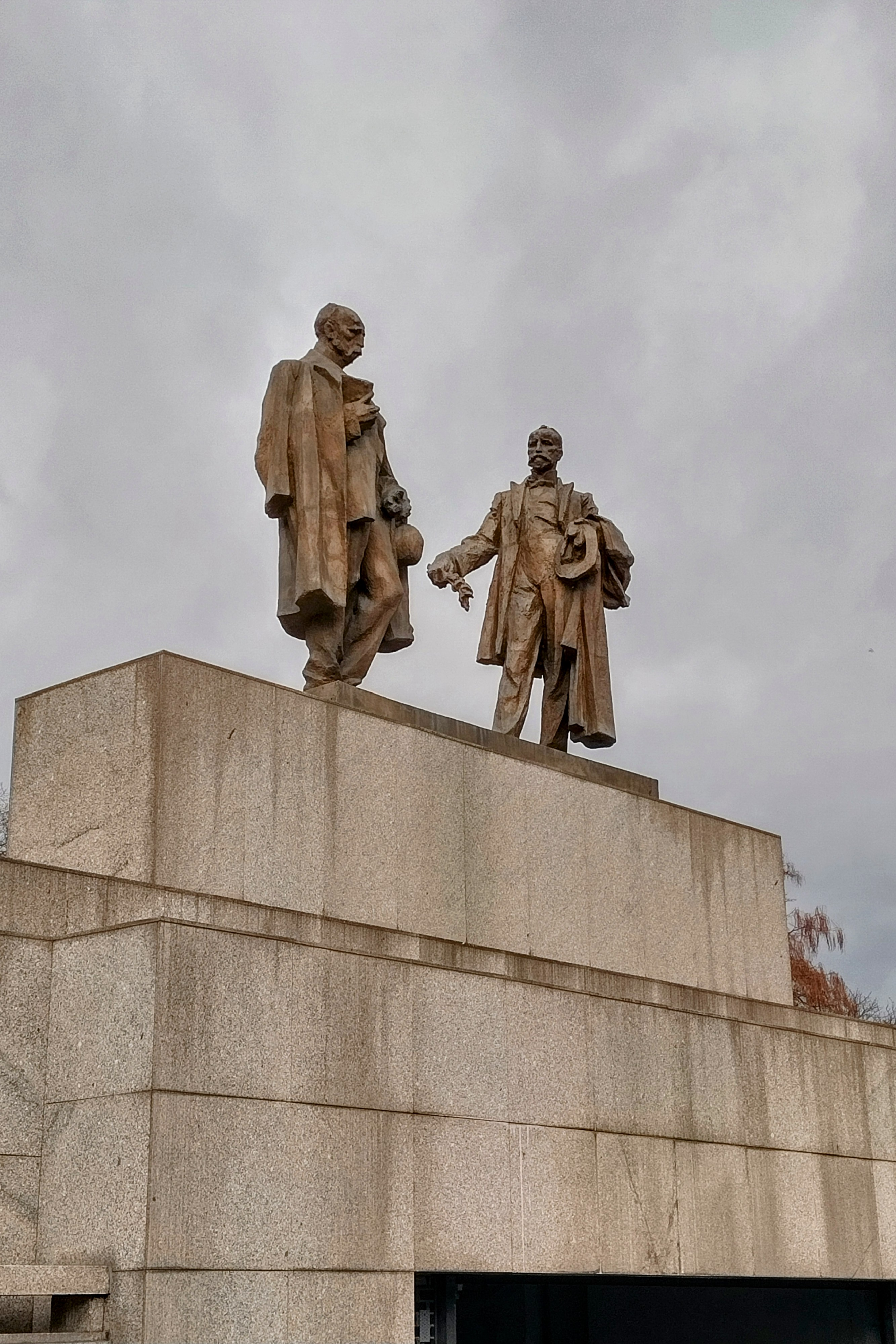
Брати Мрштік
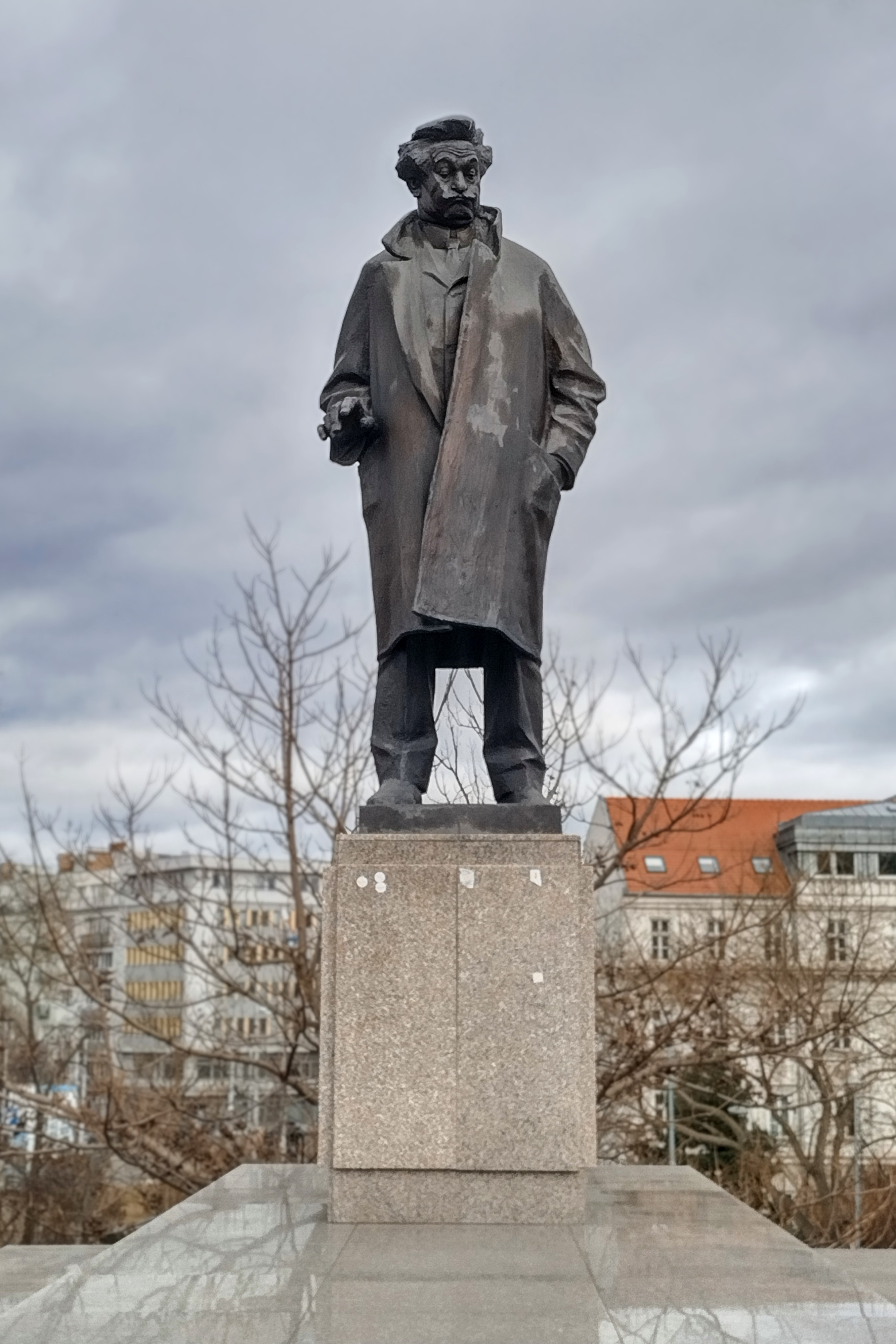
Леош Яначек
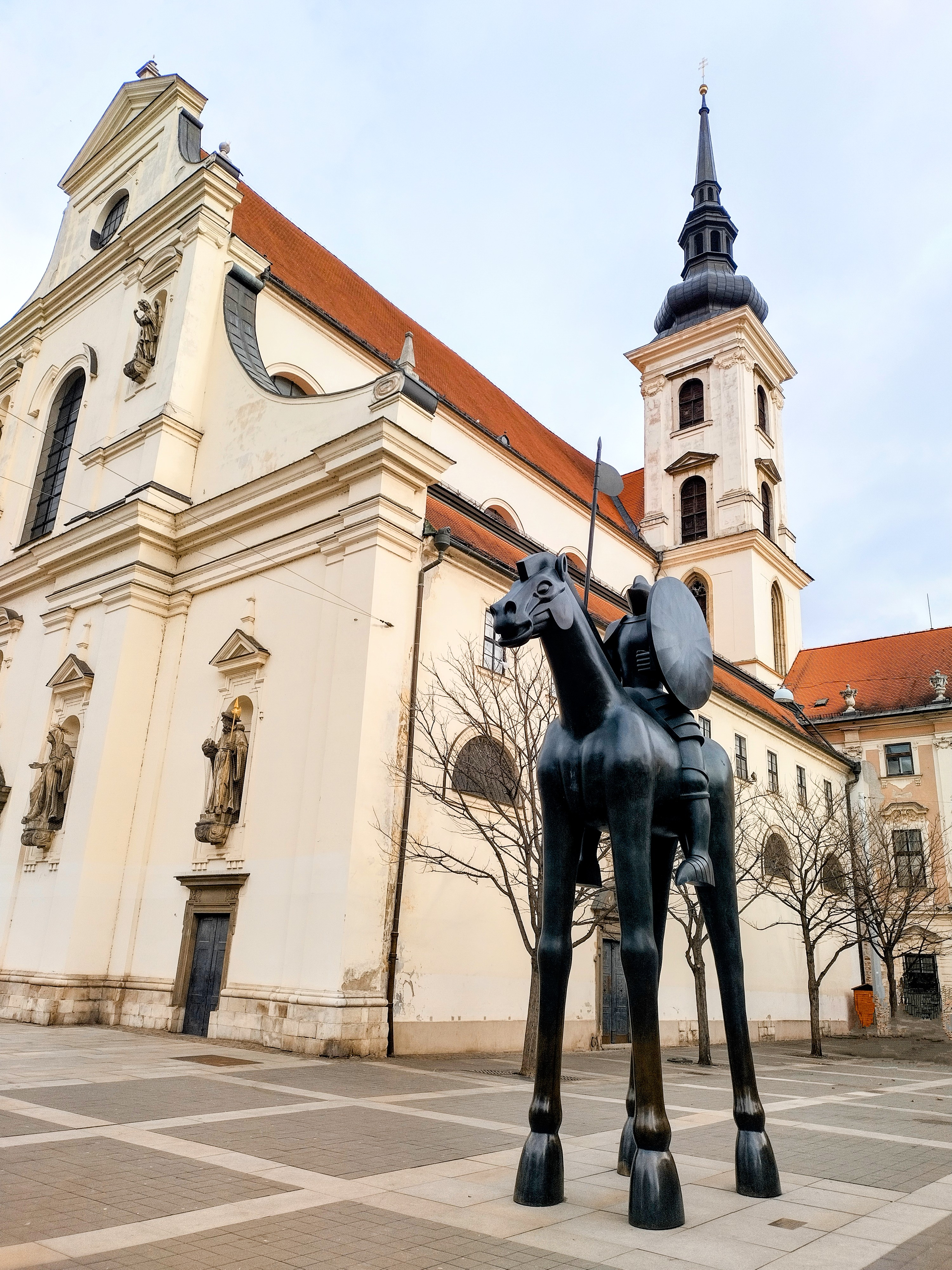
Витвір мистецтва "Мужність"
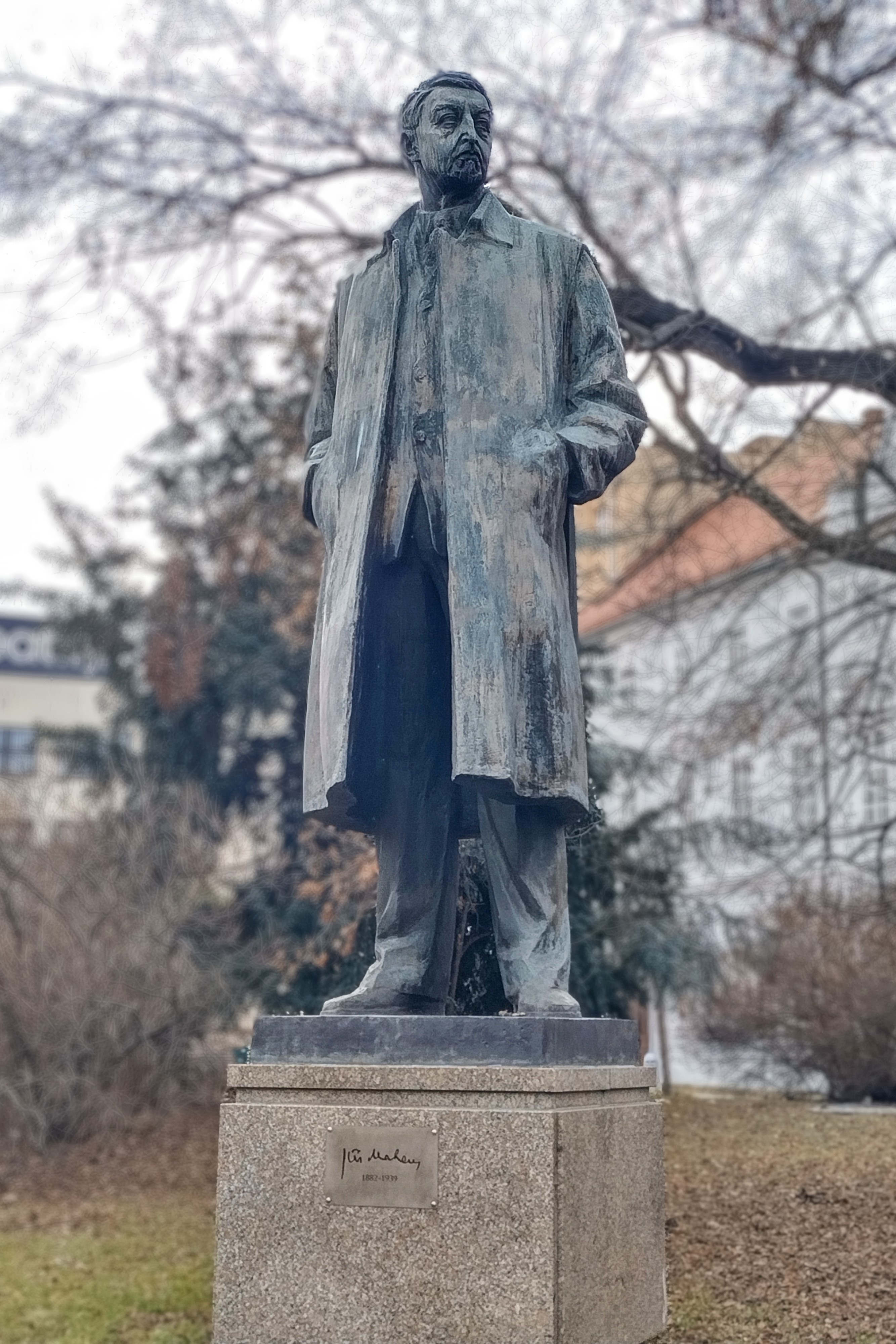
Іржі Маген
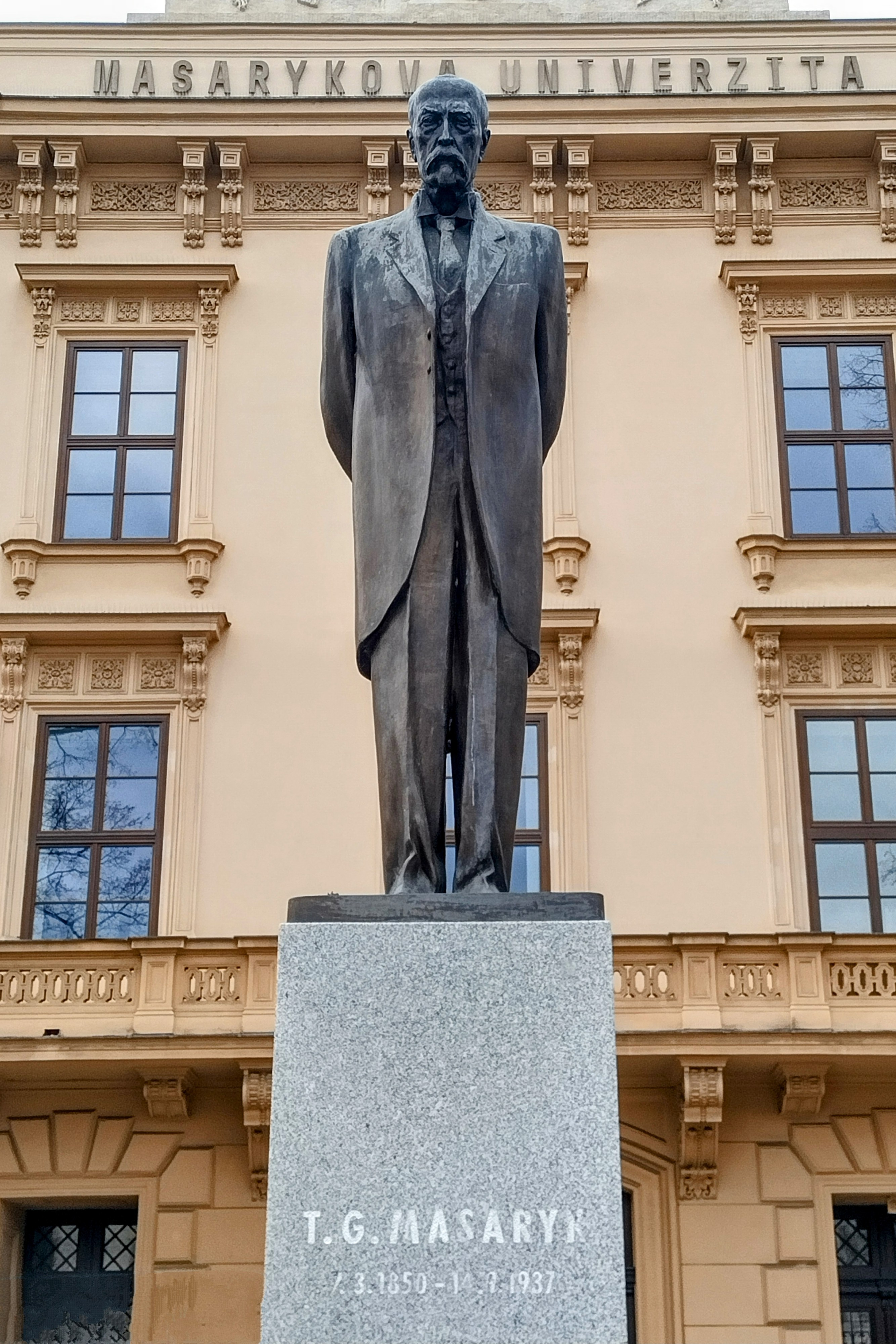
Томаш Гарріг Масарик
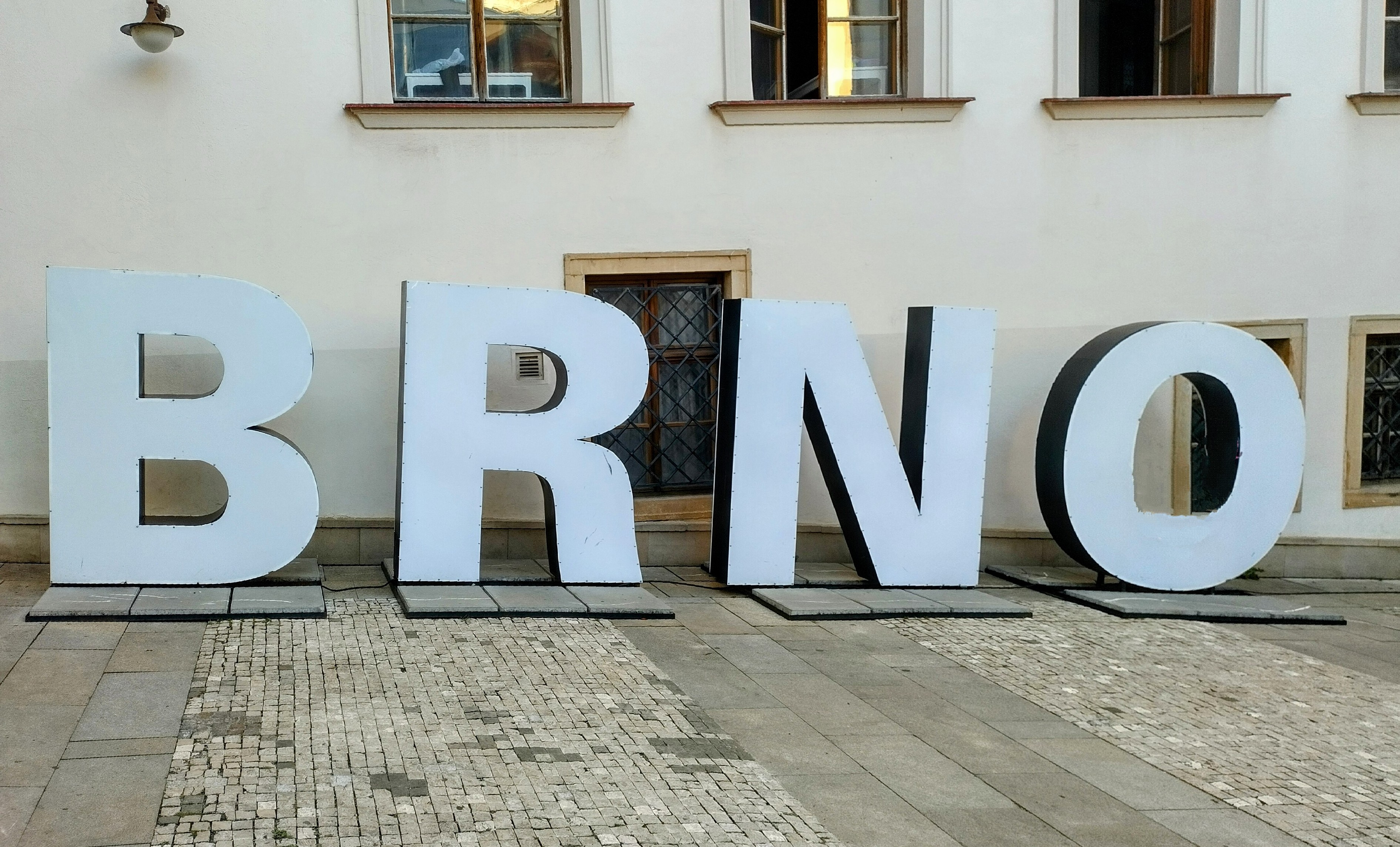
Арт-об'єкт "BRNO"
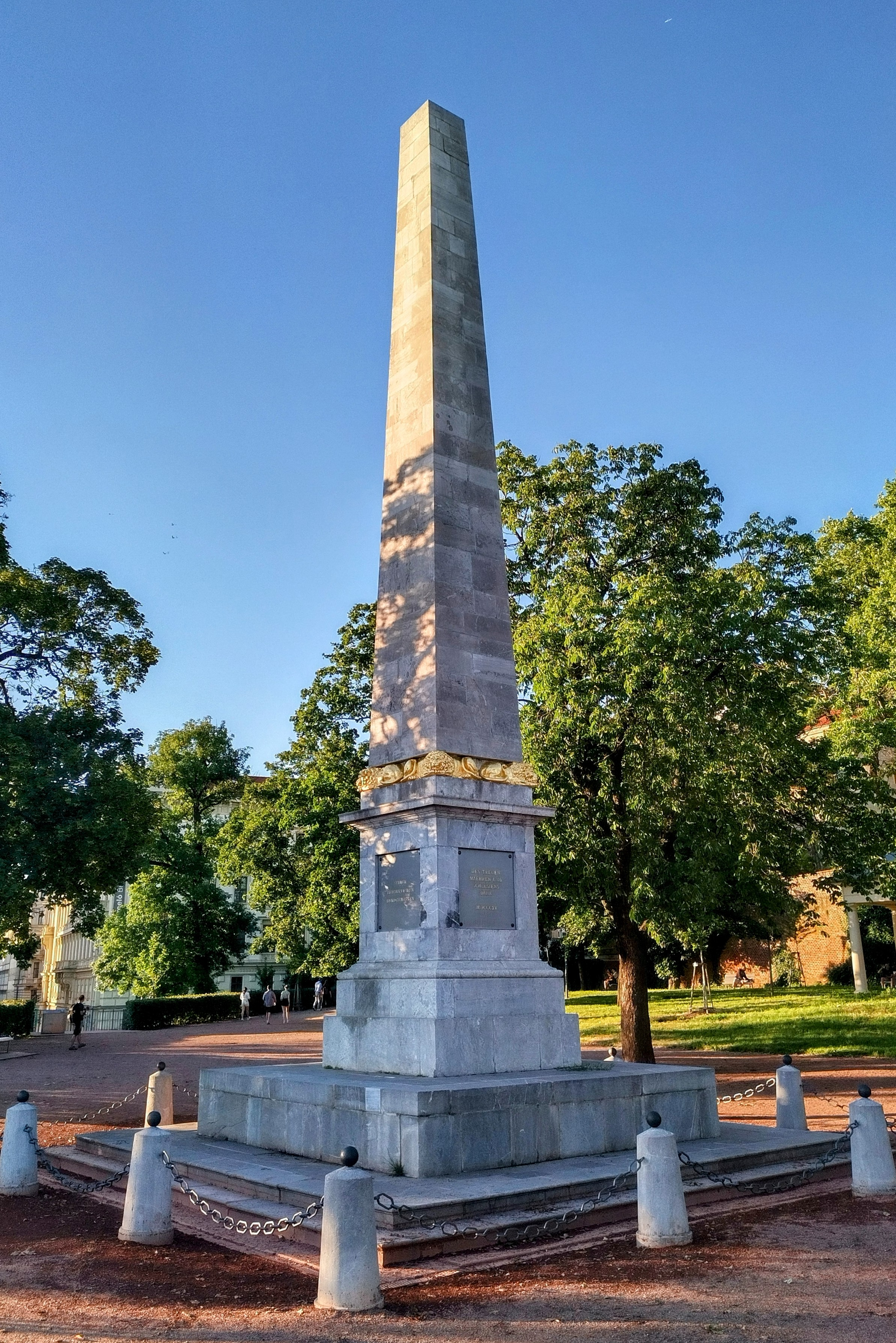
Меморіал Миру
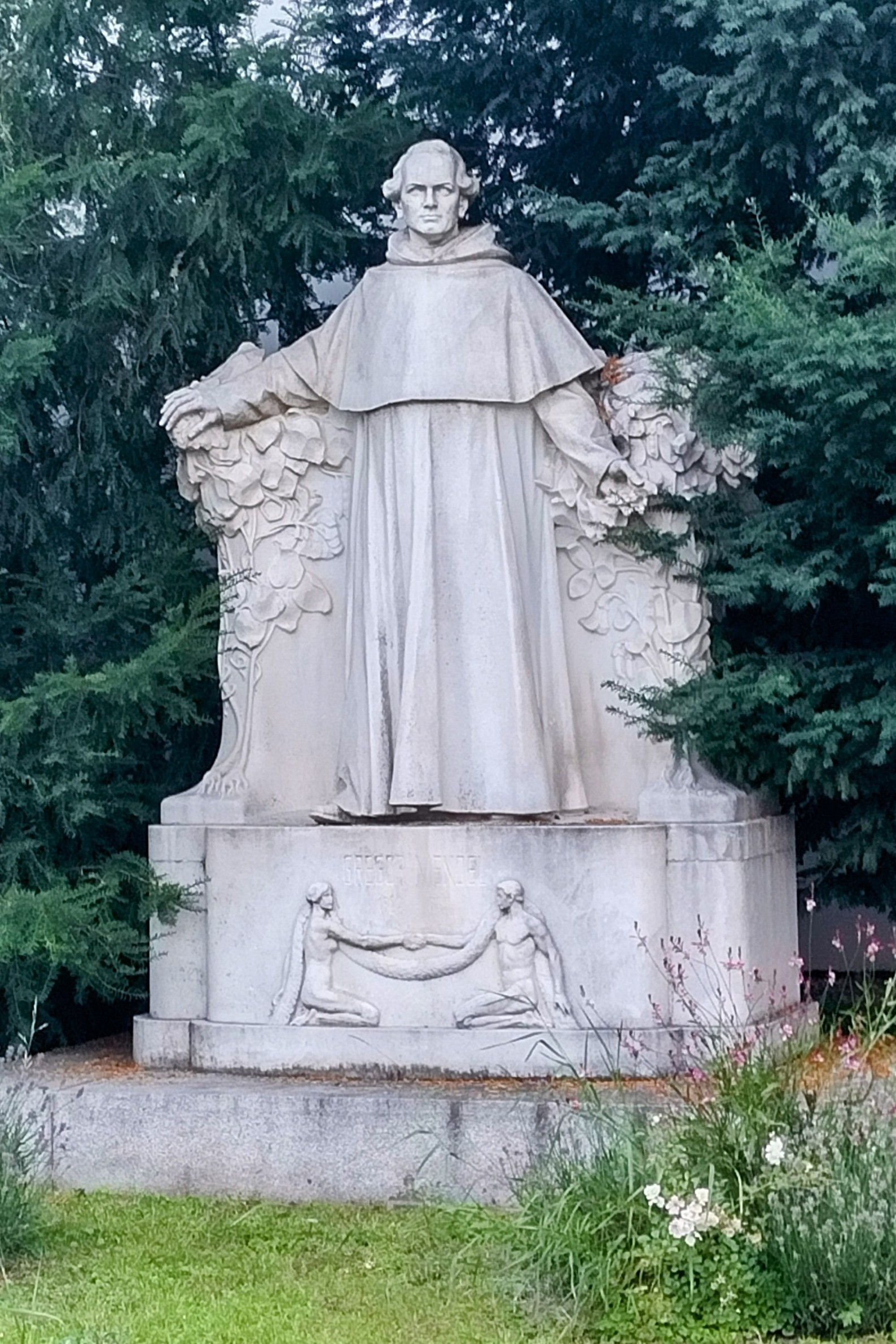
Грегор Мендель
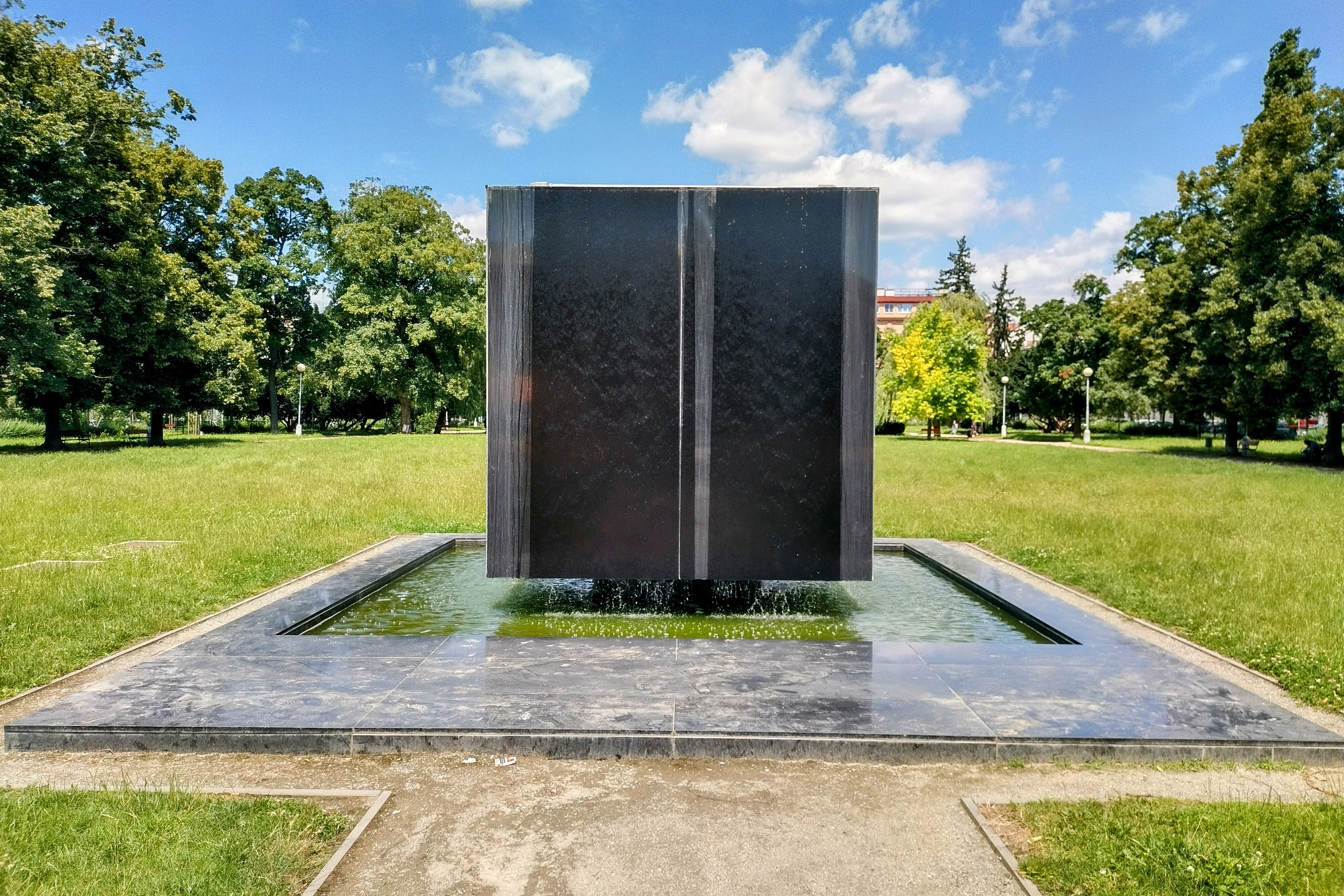
Жертвам Голокосту
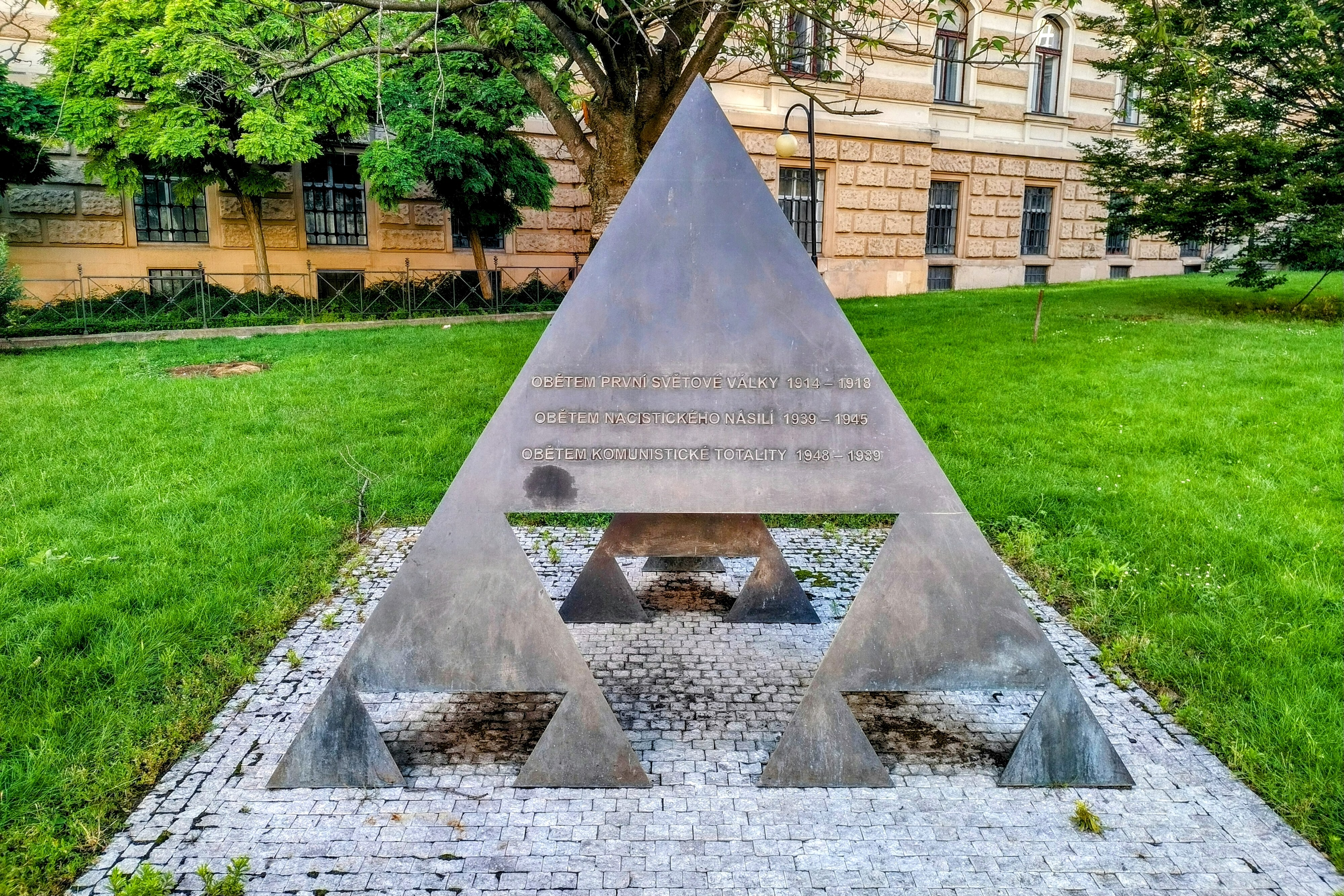
Жертвам тоталітарних режимів
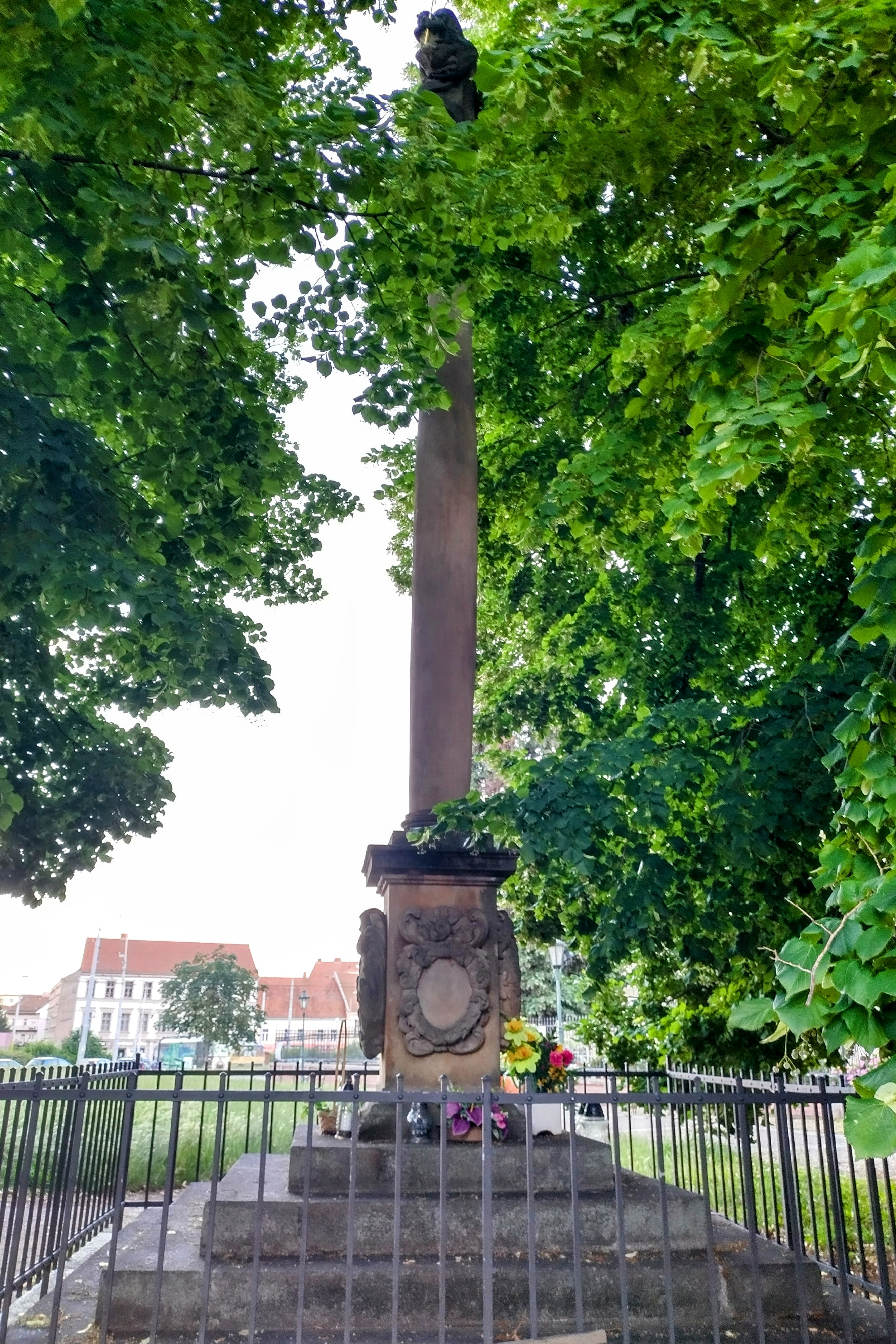
Чумний стовп у сквері Менделя

## Поріднені міста
На разі, Брно має офіційні договори про партнерство з 14 містами:
- Франція, Ренн (1965)
- Польща, Познань (1966)
- Росія, Вороніж (1968)
- Німеччина, Ляйпціґ (1973)
- Болгарія, Пловдив (1989)
- Німеччина, Штутгарт (1989)
- США, Даллас (1991)
- Австрія, Санкт-Пельтен (1991)
- Литва, Ковне (1994)
- Англія, Лідс (2003)
- Україна, Харків (2007)
- Південна Корея, Теджон (2016)
- Угорщина, Доброчин (2017)
- Україна, Львів (2022)[17]

Також укладено окремі договори про партнерство:
- Нідерланди, Утрехт (1993)
- Австрія, Відень (1998)

## Цікаві факти
- У Брні щороку проводяться змагання з мотоспорту серії MotoGP, фестиваль феєрверків Ignis Brunensis, який збирає до 180 тисяч відвідувачів на день[18] та багато інших культурних та спортивних заходів.
- На честь міста названо астероїд головного поясу 2889 Брно, а також англійський ручний кулемет часів II Світової війни Bren (ZGB-33) (назва походить від двох місць виготовлення зброї — Брно та Енфілд)[19].